# GE série Evolution
Les locomotives GE Evolution, surnommées GEVO, sont un ensemble de locomotives diesel construites par GE Transportation à la suite des GE Dash 9 et GE AC4400CW qui n'étaient pas conformes aux nouvelles normes de l'Environmental Protection Agency (EPA).
Cette agence fédérale a en effet mis en place le niveau 2 (Tier 2) d'émissions de CO2 et de polluants pour les locomotives neuves, qui a pris effet en 2005, puis le niveau 3 instauré fin 2011. Les locomotives de pré-série ont été construites à partir de 2003.
Les locomotives GE Evolution sont équipées de moteurs de traction fonctionnant au courant continu (DC) ou au courant alternatif (AC), selon les préférences du client. Le tout est alimenté par le nouveau moteur GE GEVO à 12 cylindres.
Les locomotives GE Evolution ont été nommées comme l'une des "10 Locomotives qui ont révolutionné le transport ferroviaire aux USA" dans le numéro de janvier 2009 de Trains Magazine.
Il s'agit de la seule locomotive mise en service après 1972 figurant dans cette liste.
Les locomotives GE Evolution, principalement les ES44AC, ES44DC, et ET44AC, sont l'un des modèles les plus vendus et les plus réussis de locomotives de marchandises dans l'histoire des États-Unis, dépassant de beaucoup les locomotives construites simultanément par Electro-Motive Diesel, notamment les EMD SD70ACe (en) et EMD SD70M-2 équipées du moteur EMD 710. Elles offriraient notamment un avantage de 6 % de consommation de carburant par rapport à leurs concurrentes.

## Modèles
Actuellement, six modèles différents ont été produits pour le marché Nord-Américain. Ils ont tous six essieux et une disposition d'essieux Co'Co', sauf la GE ES44C4 qui a une disposition A1A-A1A (essieu central non motorisé).
Les locomotives destinées à l'exportation sont de disposition Co'Co sauf une variante à voie métrique de disposition B-B-B-B, la GE ES43BBi développée pour les réseaux Brésiliens .
Toutes les GE Evolution des réseaux nord-américains sont équipées d'usine avec avertisseur un Nathan-Airchime K5HL-R2 "Evolution" et les modèles tardifs sont équipés de cloches électroniques Graham-White 373.
Les ES40DC, ES44DC, ES44AC et ES44C4 appartiennent à la première génération de locomotives américaines munies d'un moteur GEVO-12 et sont aux normes EPA niveau 2 (pour les plus anciennes) et niveau 3 pour celles produites après 2011. Depuis 2015, année de l'entrée en vigueur des normes de niveau 4 (Tier 4), leur production est théoriquement terminée mais, grâce au fait que les locomotives de General Electrics aux normes Tier 3 étaient plus propres que ce que préconisait l'EPA, l'agence fédéral accorda à GE le droit de poursuivre la construction de locomotives aux normes Tier 3 après 2015 à condition de que leur nombre soit inférieur à celui des "vraies" locomotives Tier 4. Elles sont appelées locomotives de crédit classe 4 "Tier 4 credit units".

### ES44AC

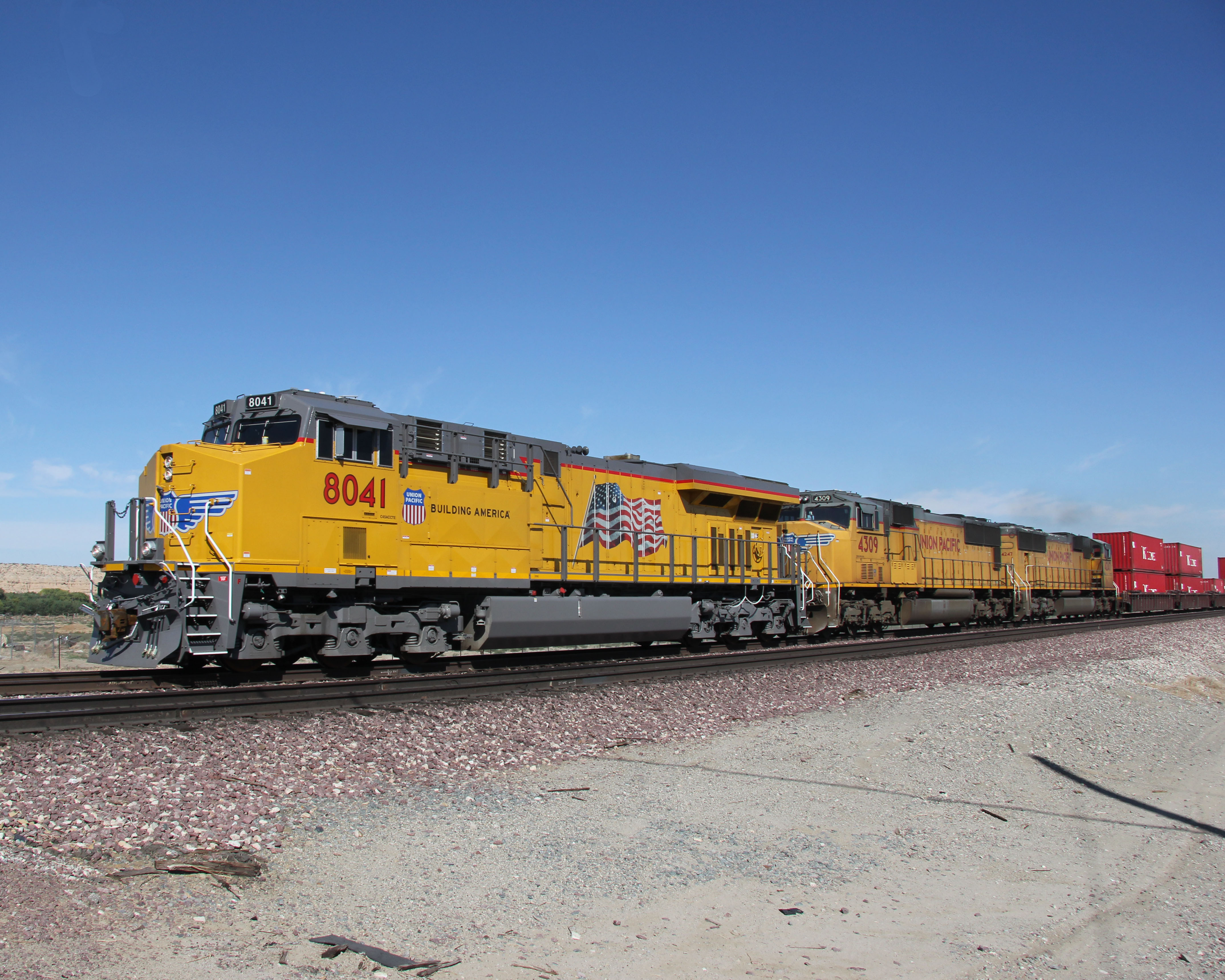
Une ES44AC et deux EMD SD70M d'Union Pacific

La ES44AC (Evolution Series, 4400 HP, AC traction) a remplacé la AC4400CW avant d'être remplacée par les ET44AC. Ces locomotives ont été commandés par tous les chemins de fer de Classe I en Amérique du Nord: l'Union Pacific Railroad (qui se référence une partie de ces locomotives comme C45ACCTE), le BNSF Railway, CSX Transportation, le Norfolk Southern Railway, le Kansas City Southern Railway, le Kansas City Southern de Mexico, Ferromex, le Canadien Pacifique et le Canadien National. Plusieurs compagnies australiennes ont commandé des ES44ACi qui sont l'équivalent à courant alternatif des ES44DCi.
Même des compagnies américaines plus petites (shortlines) comme l'Iowa Interstate, se sont intéressés aux ES44AC. Ce dernier en a commandé 16 entre 2008 et 2009 pour gérer une croissance de son trafic résultant de nouvelles usines d'éthanol à venir sur la ligne[réf. nécessaire]. Cette même compagnie a à nouveau commandé 3 autres ES44AC après la vente de 2 de ses EMD SD38-2 (en) pour les effectuer les manœuvres dans les nouvelles usines d'éthanol[réf. nécessaire].
CSX Transportation a commencé commandé 250 ES44AC (désignées ES44AH) entre 2007 et 2008 suivies par 50 autres en 2011 et 250 autres en 2012-2013 et 2015. Le "H" dans ES44AH signifie "lourd", ce qui fait référence à une combinaison de sous-systèmes qui produisent des niveaux élevés d'effort de traction à faible vitesse. Pour être classé comme "lourde" par CSX, une locomotive doit avoir les options suivantes

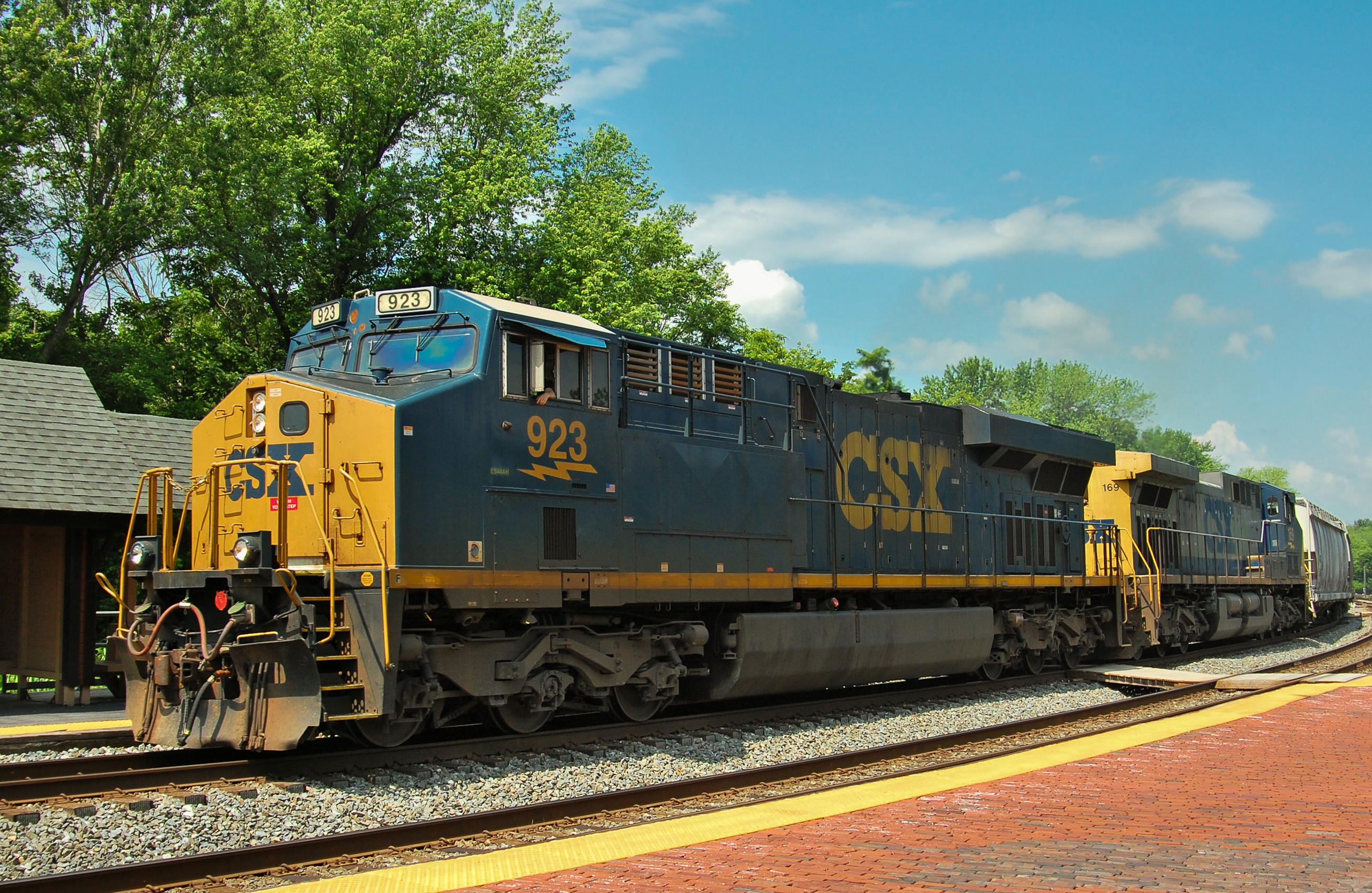
Une ES44AH de CSX

- une augmentation du poids nominal (432000 livres)
- des bogies auto-orientables
- un logiciel de contrôle d'adhérence TM3
- un logiciel qui augmente l'effort de traction maximal que chaque moteur de traction est autorisé à produire de 30.000 à 36.000 livres
- le GE Rail Cleaner, qui dirige de l'air à haute pression sur les rails juste devant le tuyau des sablières du premier essieu

En septembre 2008, le Norfolk Southern acheté 24 ES44AC numérotés 8000-8023, livrées à partir d'octobre 2018. Destinées à être utilisées sur les trains de charbon à longue distance sur lignes difficiles, elles étaient les toutes premières locomotives à courant alternatif achetées neuves par le NS. 65 autres unités ont été commandées en 2011, numérotées 8025-8090, et 24 supplémentaires, numérotées 8091 à 8115, furent commandés au début de 2012. Toutes les ES44AC du Norfolk Southern sont construites avec les mêmes spécifications que le CSX, à l'exception des bogies auto-orientables remplacés par des bogies HiAd et de la position des phares.
Toutes les ES44AC du KCS sont peintes dans la livrée rétro dite "Southern Belle".
En mars 2008, Cemex a pris livraison d'une seule ES44AC, numérotée 81, fabriquée selon les spécifications des CSX 700 à 839[réf. nécessaire].

Le Canadien National a passé sa première commande de ES44AC en janvier 2012, et, en 2018, ils emploient 236 unités, numérotées 2800 à 2999 et 3800 à 3835.

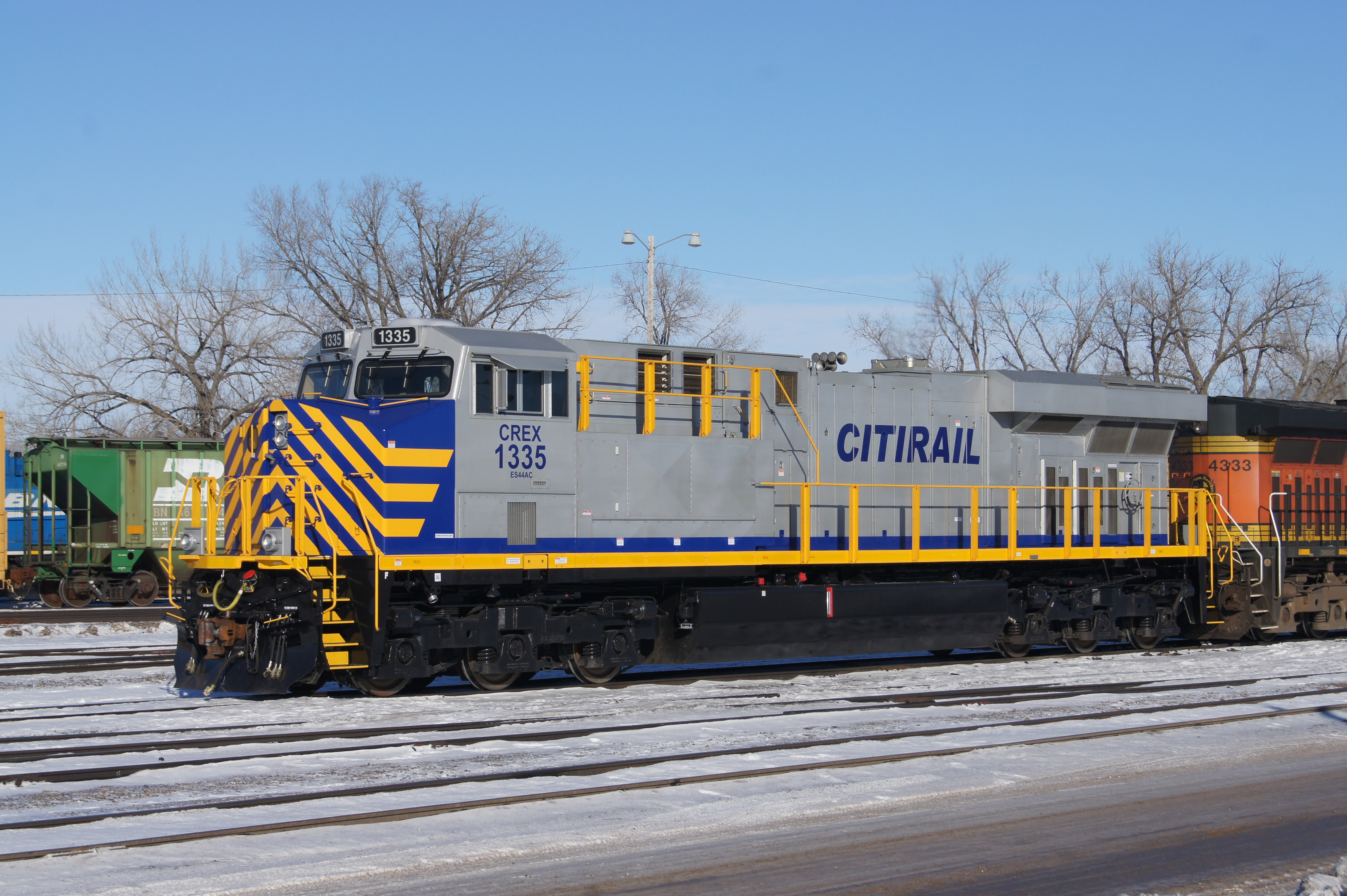
Une ES44AC du loueur Citirail

Citirail (CREX) a acquis 210 ES44ACs pour la location à d'autres opérateurs. Elles sont peintes en argenté avec le nez zébré de bleu et jaune et de matricules en bleu.
Les locomotives employées par Union Pacific possèdent une désignation différente : C45ACCTE ou C45AH, ces dernières sont très proches des ES44AH mais emploient les classiques bogies HiAd.
En 2013, General Electric a construit une ES44AC, numérotée GECX 3000, comme banc d'essai pour leur kit d'alimentation "NextFuel" au gaz naturel liquéfié[réf. nécessaire]. Le moteur fonctionne au gaz naturel liquéfié, lequel est stocké dans un tender. Elle est actuellement en test sur le Burlington Northern and Santa Fe avec une autre ES44AC, la BNSF 5815. Ce concept a depuis été appliqué aux ES44C4 du FEC.

### ES40DC

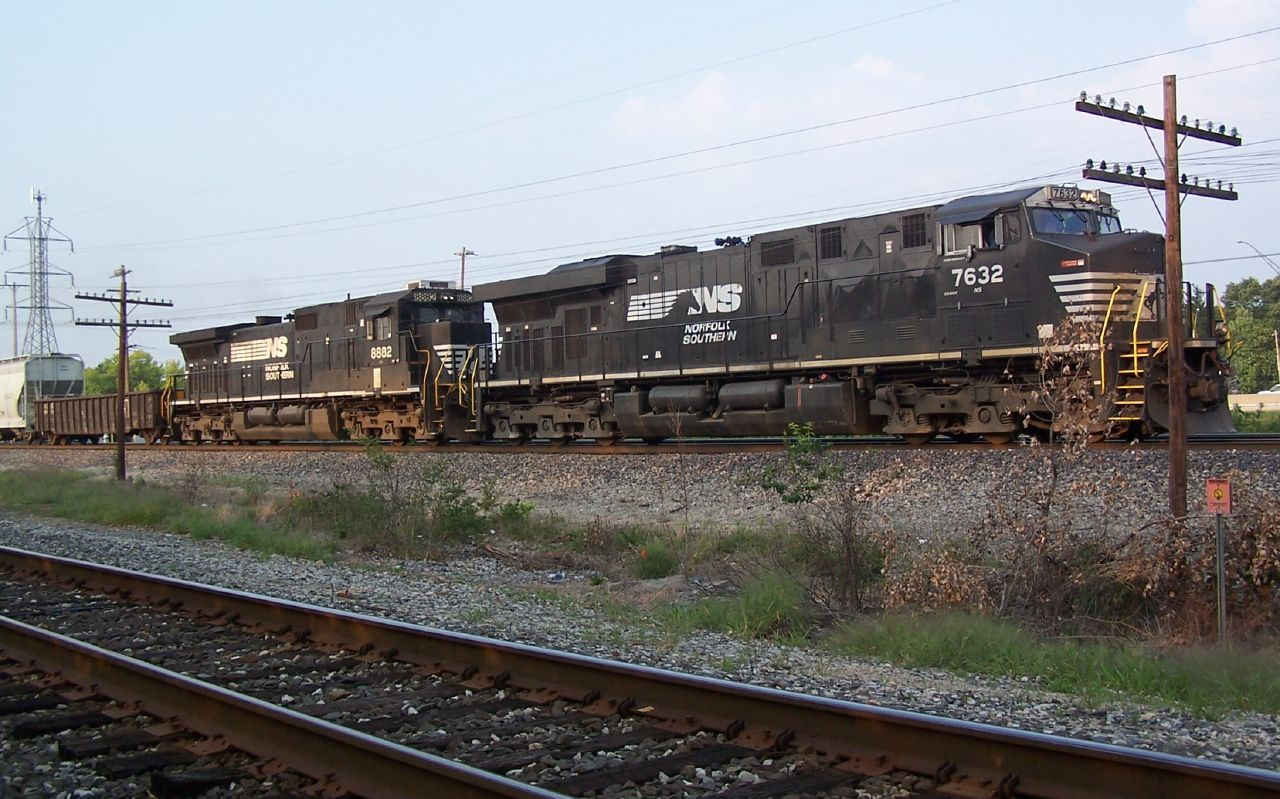
Une ES40DC et une Dash 9-40C : deux modèles du NS

La ES40DC (Evolution Series, 4000 HP, DC traction) a remplacé la Dash 9-40CW du catalogue de General Electric.
Il s'agit d'une ES44DC possédant des équipements identiques mais dont la puissance maximale est artificiellement limitée à 4000 ch.
Cette opération soumet le moteur à une usure moindre et est parfaitement réversible car le moteur est toujours capable de développer 4400 ch.
Tout comme les Dash 9-40CW et Dash 9-40C, elles ont été livrées exclusivement au Norfolk Southern Railway.
Toutefois, les ES44DC utilisées par CSX Transportation ont été aussi reçu cette désignation en 2009 après avoir été déclassées à 4000 ch par un simple réglage de l'électronique. Entre-temps, le Norfolk Southern a réalisé l'opération inverse sur ses ES40DC qui sont donc devenues des ES44DC.

### ES44DC
La ES44DC (Evolution Series, 4400 HP, DC traction) a remplacé la Dash 9-44CW. Ses principaux utilisateurs sont le BNSF Railway, CSX Transportation, et le Canadien National. Pilbara Iron en Australie a commandé une version adaptée au climat australien désignée ES44DCi.
Ses moteurs à courant continu sont moins chers mais moins robustes et développent un effort inférieur. Après plusieurs années de cohabitation entre ces deux systèmes, c'est la solution à courant alternatif qui est désormais utilisé pour toutes les locomotives neuves de forte puissance en Amérique du Nord, raison pour laquelle il n'y a pas eu d'ET44DC.

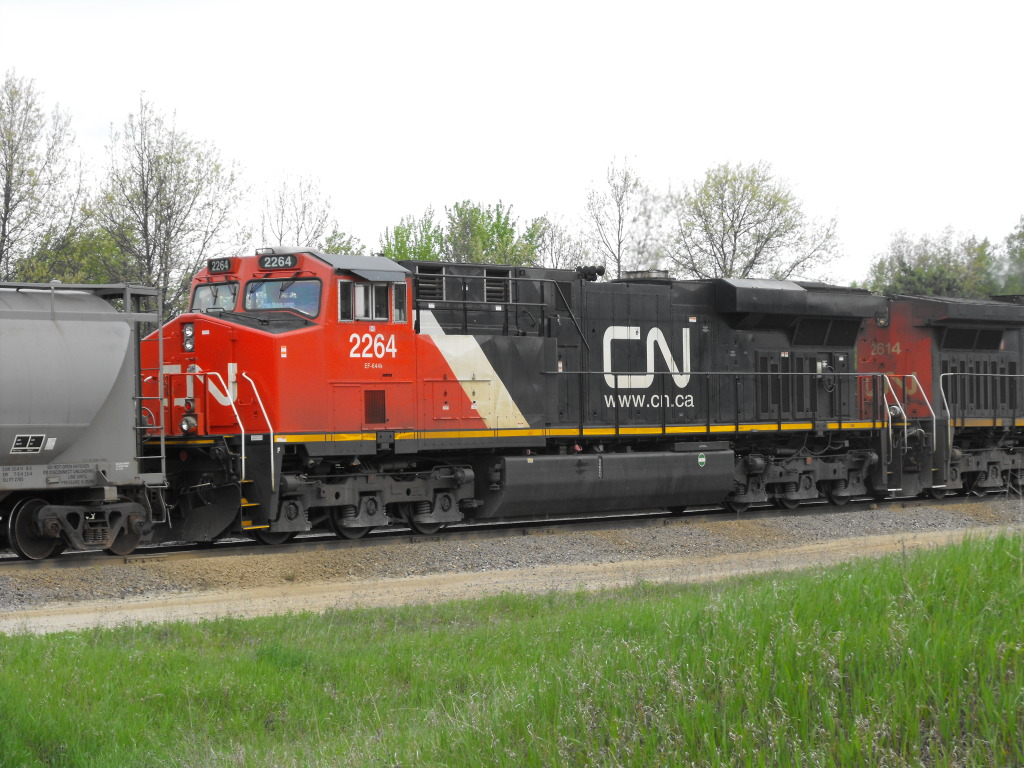
ES44DC du Canadian National munie du pare-brise spécial (incurvé vers le bas dans les coins) de cette compagnie.
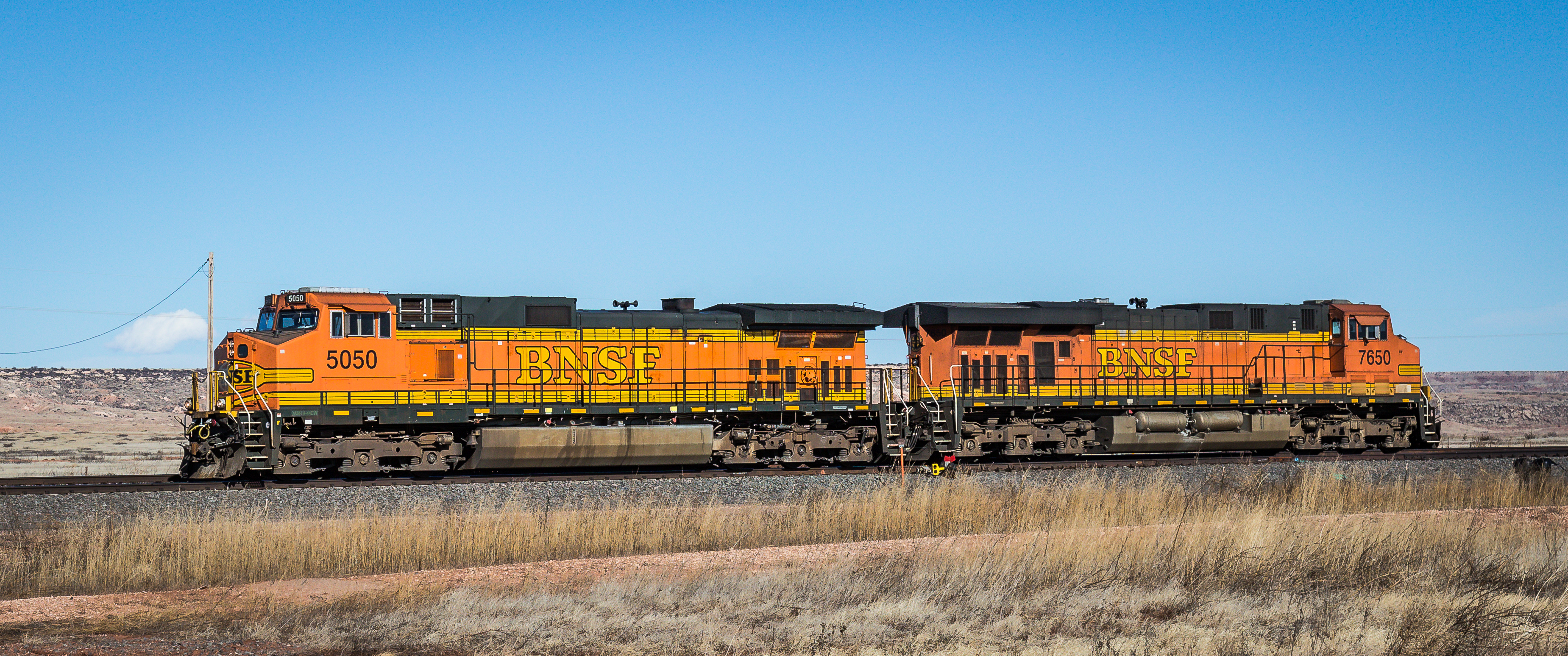
Une Dash 9-44CW (la 5050) et une ES44DC du BNSF Railway.
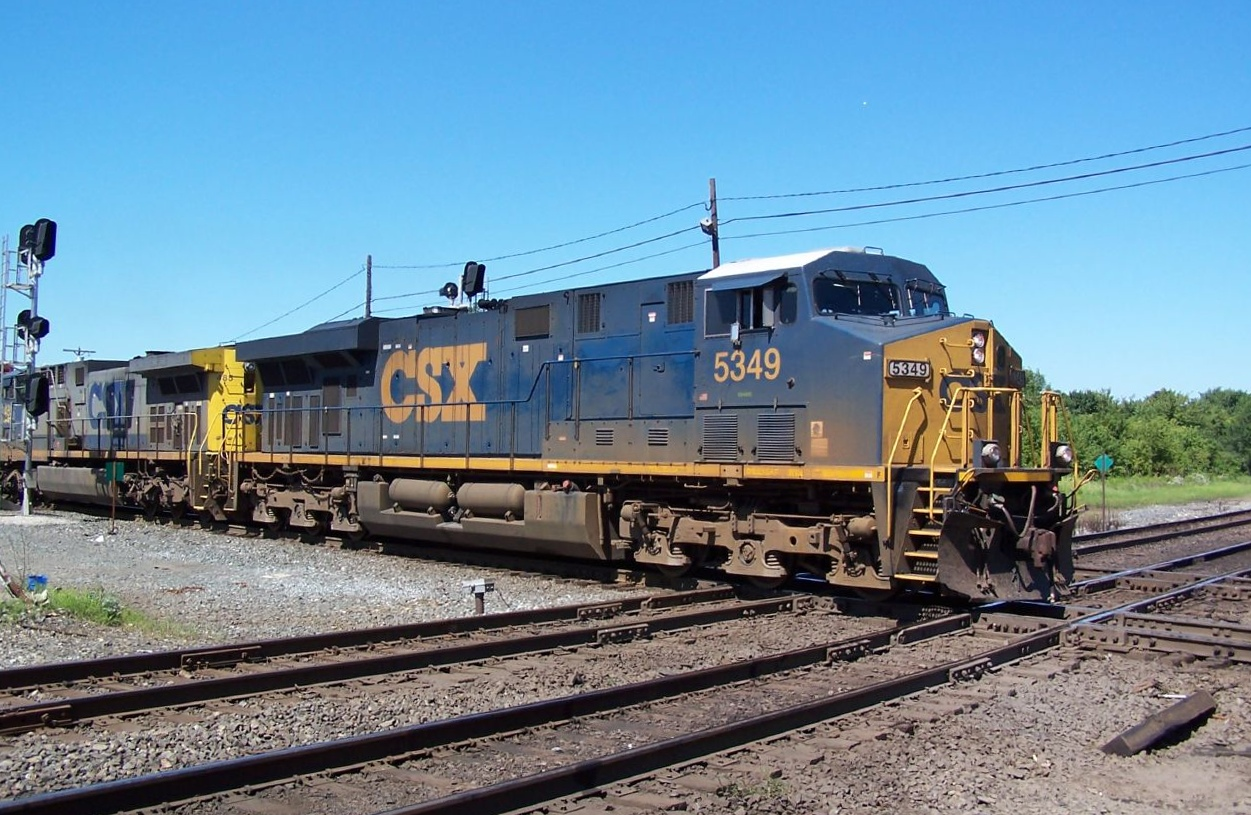
Une ES44DC de CSX avant sa conversion en ES40DC

### ES44C4
La ES44C4 (Evolution Series, 4400 HP, AC traction, 4 powered engines) a été mise en service en 2009. Bien que similaire à la ES44AC, la ES44C4 a deux moteurs de traction par bogies au lieu de 3, lui donnant une disposition A1A-A1A qui n'avait plus été utilisée aux USA depuis les années 1950.

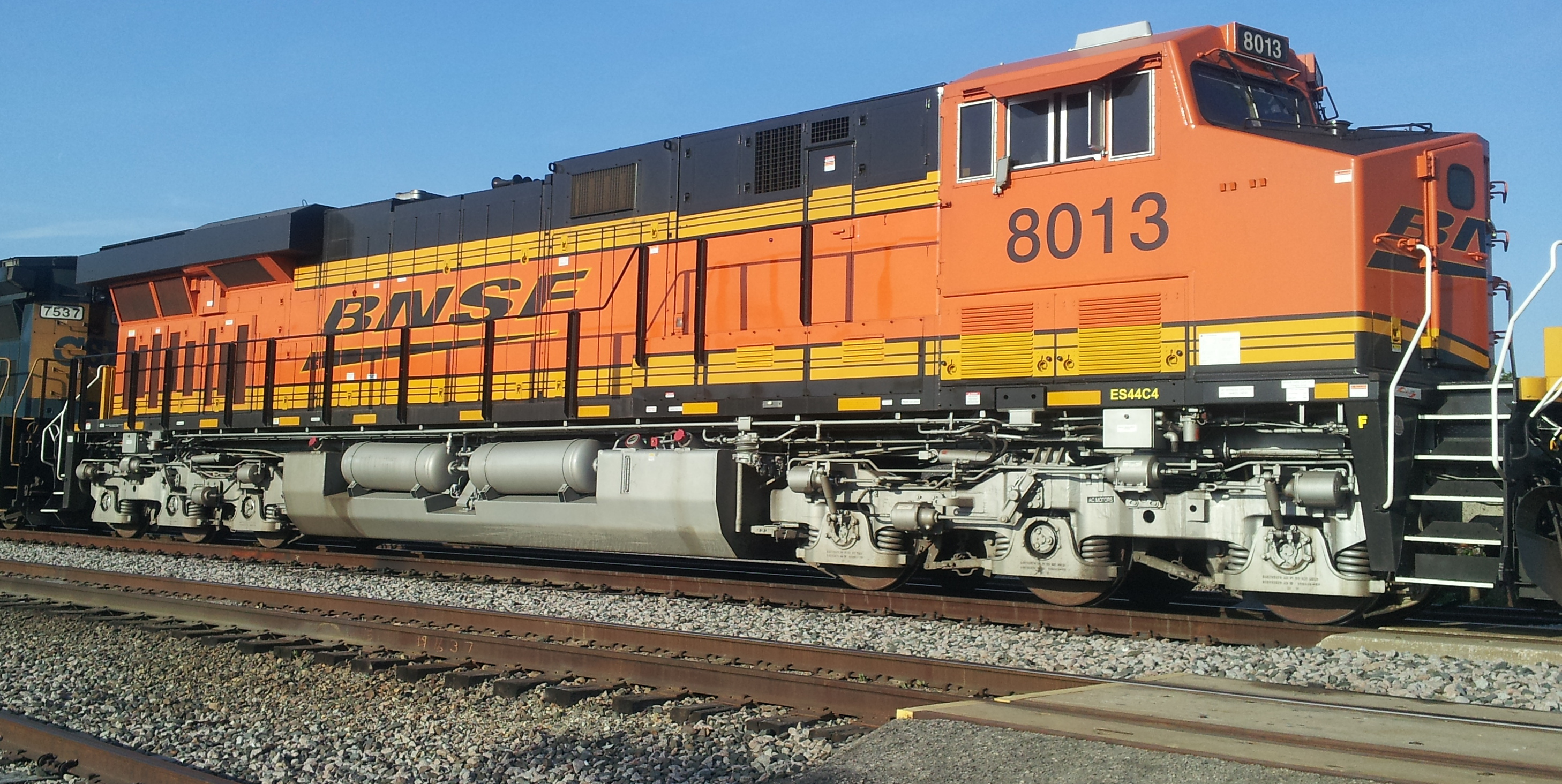
Une ES44C4 de BNSF. Les petits cylindres et tuyaux sur les bogies et le châssis sont typiques des ES44C4. En revanche, les deux grands cylindres du système de freinage intégrés au réservoir de carburant sont présents sur toutes les GEVO

Une caractéristique unique de ces locomotives, est qu'elles possèdent un système variable de contrôle de traction dans leur électronique de bord. L'une des différences visibles entre une ES44AC et une ES44C4 est la présence de cylindres d'air et de tuyauteries le long du châssis de la ES44C4. Ils font partie du système de contrôle de traction. Chaque fois qu'une variation du relief, de la traction, qu'un patinage se produit, l'ordinateur va régler la pression dans ces cylindres afin de maintenir une adhérence suffisante, en faisant varier le poids sur les essieux moteurs,. Ce système permet de délester l'essieu porteur de chaque bogie, si nécessaire, pour augmenter le poids adhérent sur les essieux moteurs.

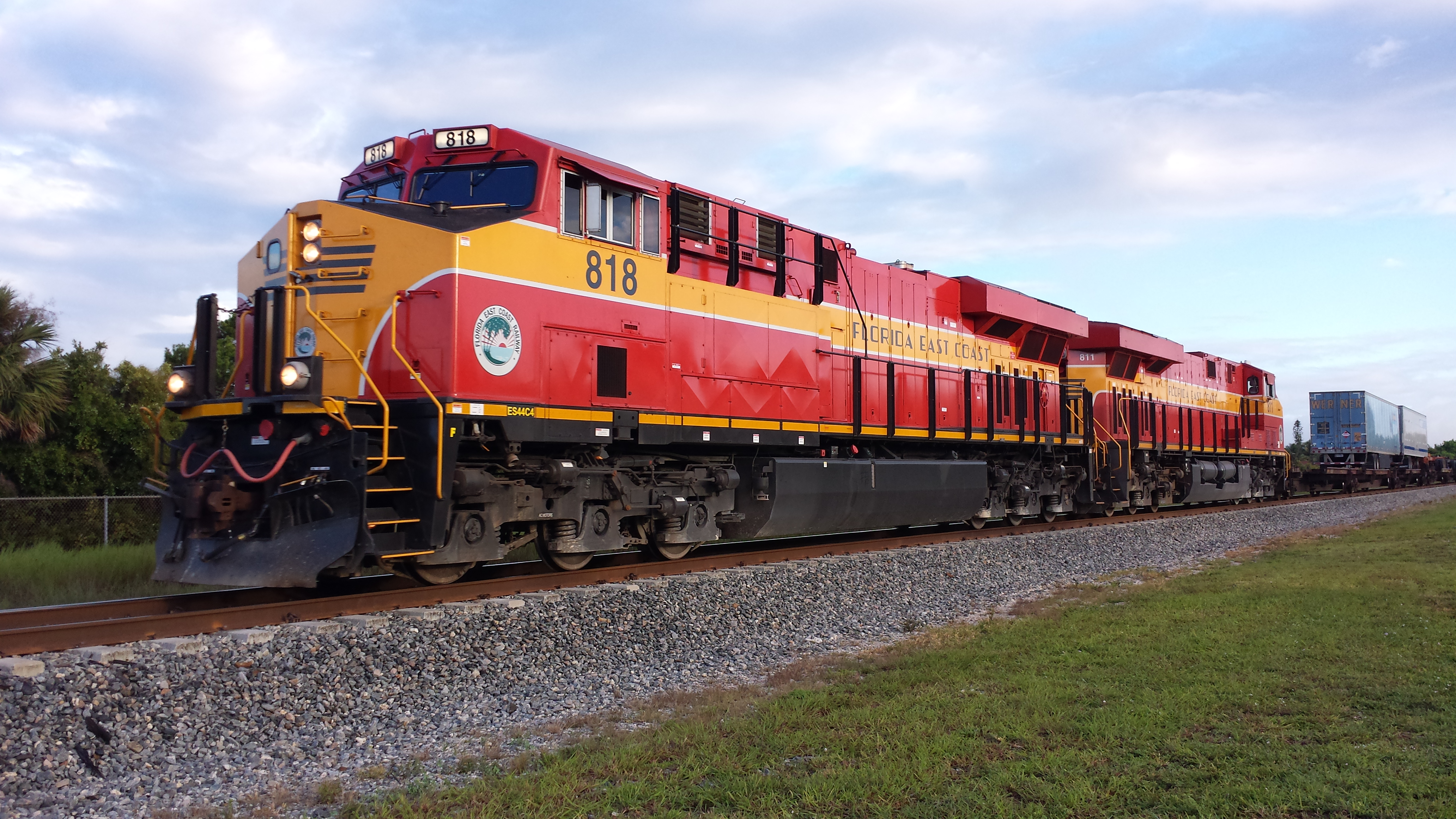
ES44C4 du Florida East Coast en livrée rétro des années 1950

En théorie, une ES44C4 parvient à faire avec quatre moteurs de traction à courant alternatif ce que faisait une ES44DC ou une Dash 9 avec six moteurs de traction à courant continu. En outre, il serait plus facile de rouler sur de longues distances à forte vitesse en répartissant 4400 ch sur quatre essieux moteurs que sur six[réf. nécessaire] (les deux essieux non motorisés servant quant à eux à conserver le poids par essieu en dessous des limites).

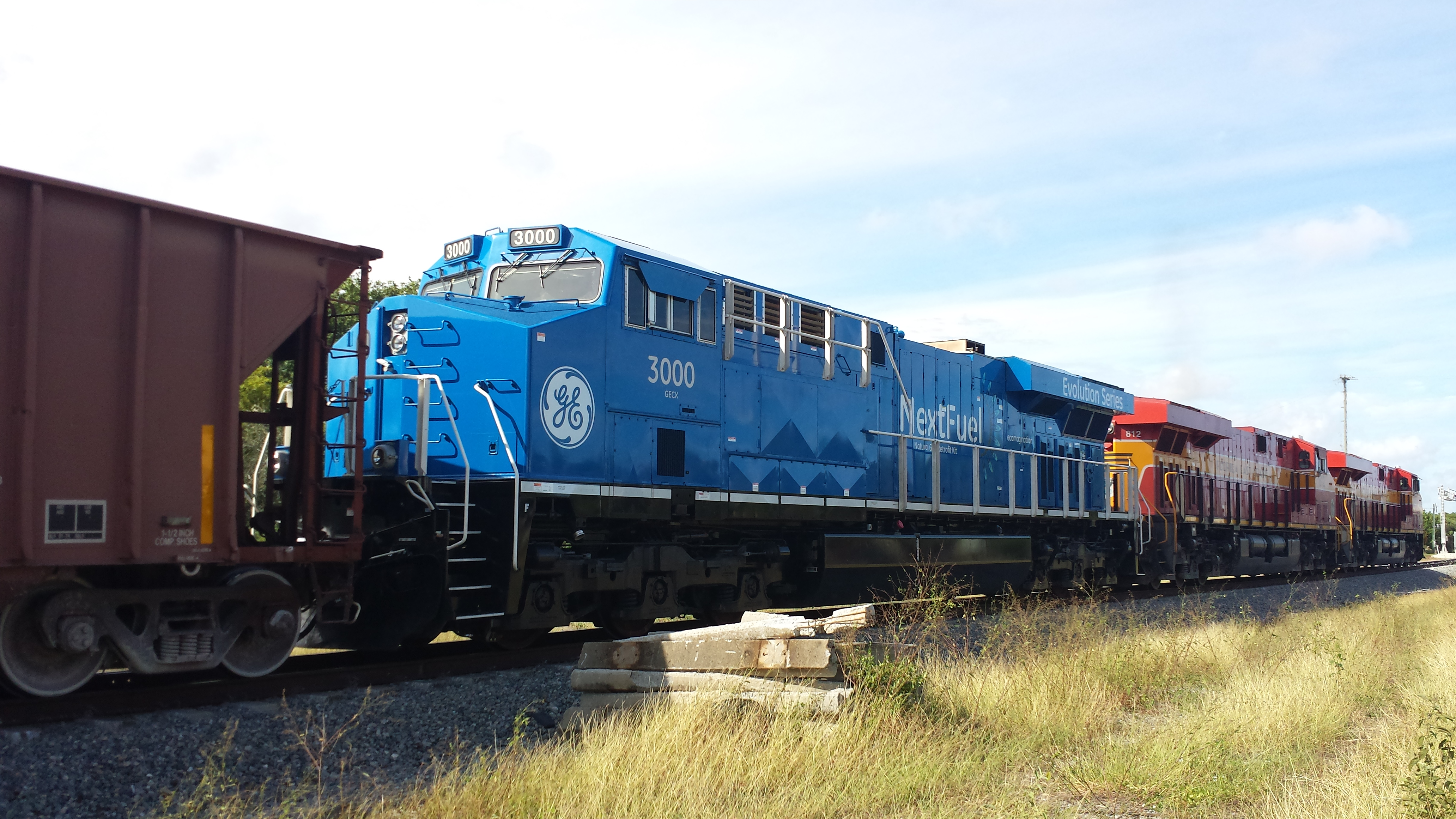
Le Florida East Coast loua la ES44AC prototype au gaz naturel pour essayer ce système sur ses ES44C4

Toutefois, malgré ces dispositifs, les ES44C4 ont tendance à patiner où a tomber en détresse lorsqu'elles sont engagées à faible vitesse sur des trains lourds ou des rampes, raison pour laquelle elles ne sont normalement pas employées sur les lourds trains de charbon et ont mauvaise réputation auprès de certains conducteurs[réf. nécessaire]. Actuellement, le BNSF est la seule grande compagnie à utiliser ce modèle, notamment sur des trains de conteneurs, de remorques ou de voitures neuves roulant à près de 120 km/h sur la ligne transcontinentale du Santa Fe.
Le BNSF Railway est le client de lancement de ce modèle avec la commande d'un premier lot de 25 unités numérotées 6600-6624. En 2018, le BNSF emploie plus de mille de ces locomotives numérotées 4200-4299, 5533-5346, 6500-7199, 7921-8291 et 8318-8399.
Les 4200-4299 et 7921-7999 sont aux normes de niveau 3 et ont été livrées comme unités de crédit après 2015, tandis que les autres sont de Niveau 2 ou de Niveau 3.
En janvier 2014, le Florida East Coast Railway a annoncé une commande de 24 ES44C4, numérotées 800-823, destinées aux trains lourds et au trafic intermodal. Toutes ont été livrés d'ici la fin de l'année 2014 avant le passage aux normes EPA de niveau 4. Elles fonctionnent désormais toutes au gaz naturel liquéfié.

### ES44DCi/ES44ACi

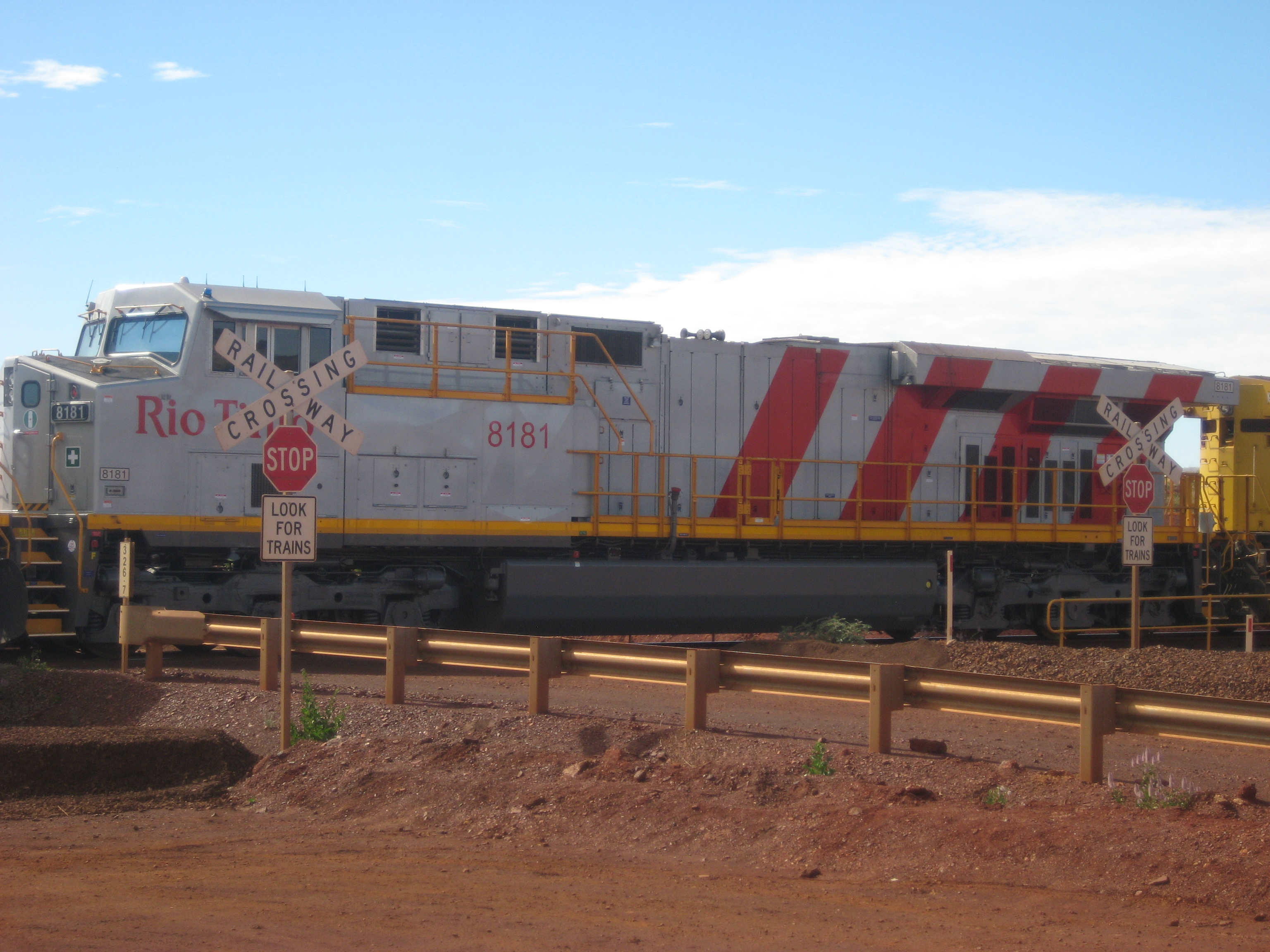
Une ES44DCi de Rio Tinto

La ES44DCi (Evolution Series, 4400 HP, DC traction, international version) a été construit pour le chemin de fer du groupe Rio Tinto en Australie.
La ES44ACi est son équivalent à moteurs de traction à courant alternatif et a été construite pour le groupe Roy Hill et Rio Tinto.
La ES44ACi/DCi est essentiellement une ES44AC/DC dans une carrosserie de GE AC6000CW, avec le radiateur à l'extrémité en saillie au-dessus de la plate-forme arrière de la même manière sur les AC6000CW. Son châssis a une longueur supplémentaire qui permet d'installer ce plus grand radiateur pour augmenter la capacité de refroidissement sous le climat rude de l'outback australien.
Roy Hill a commandé 21 ES44ACi, numérotées de 1001 à 1021.
Rio Tinto a commandé 100 ES44DCi numérotées 8100 à 8199 et 21 ES44ACi numérotées 9100 à 9120. D'autres sont en cours de commande.
Pour le moment, de telles locomotives ont uniquement été vendues en Australie.

### ET44AC/ET44C4

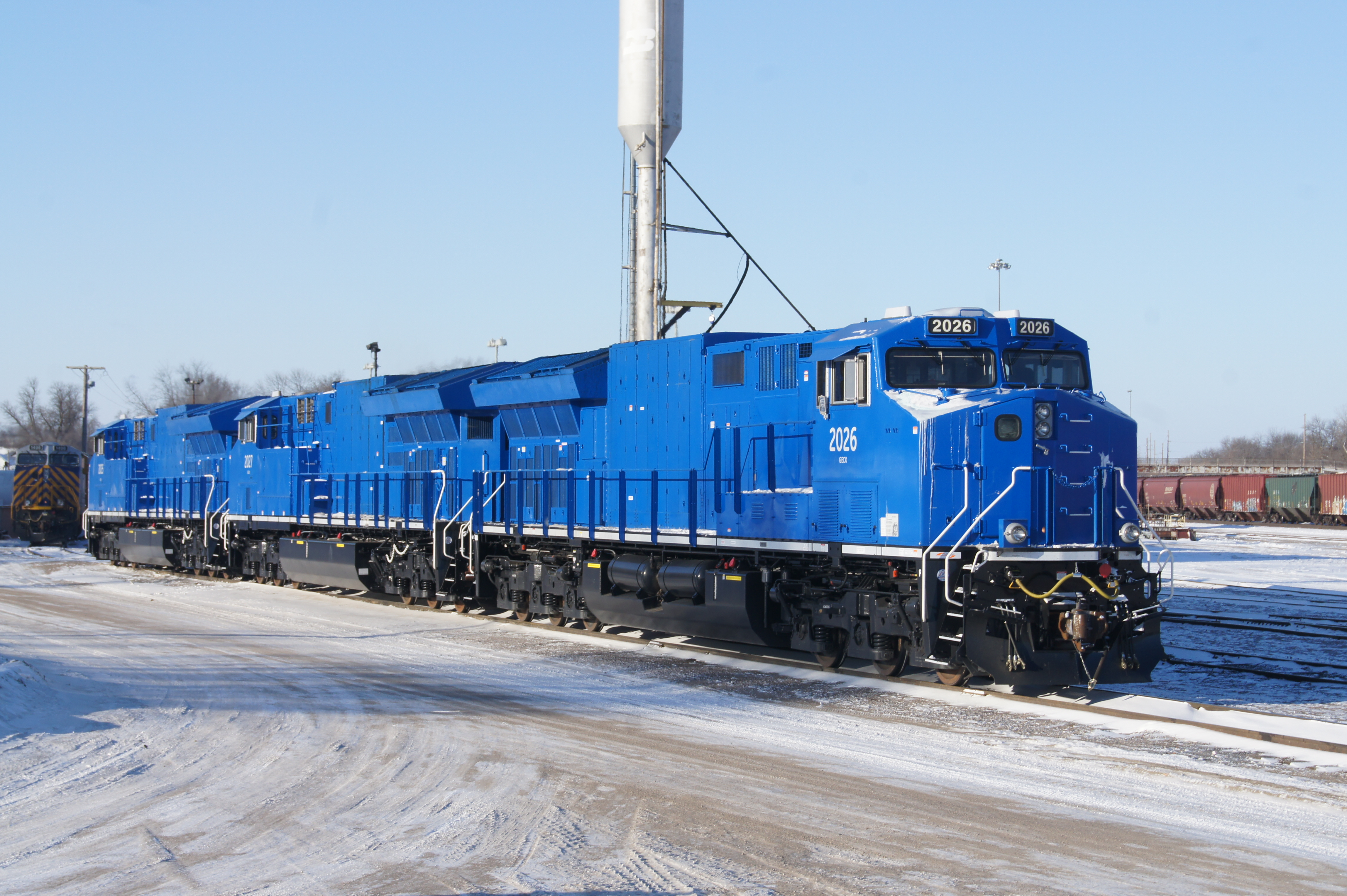
trois ET44AC prototypes

La ET44AC (Evolution series Tier 4, 4400 HP, AC traction) remplace la ES44AC qui n'est plus conforme à la dernière norme antipollution de niveau 4 (Tier 4) entrée en vigueur en 2015. Cette nouvelle norme, plus stricte, impose une réduction de plus de 70 % des émissions par rapport au niveau 3 de l’Environmental Protection Agency et 90 % d'oxyde d'azote en moins par rapport aux locomotives produites 15 ans auparavant. 

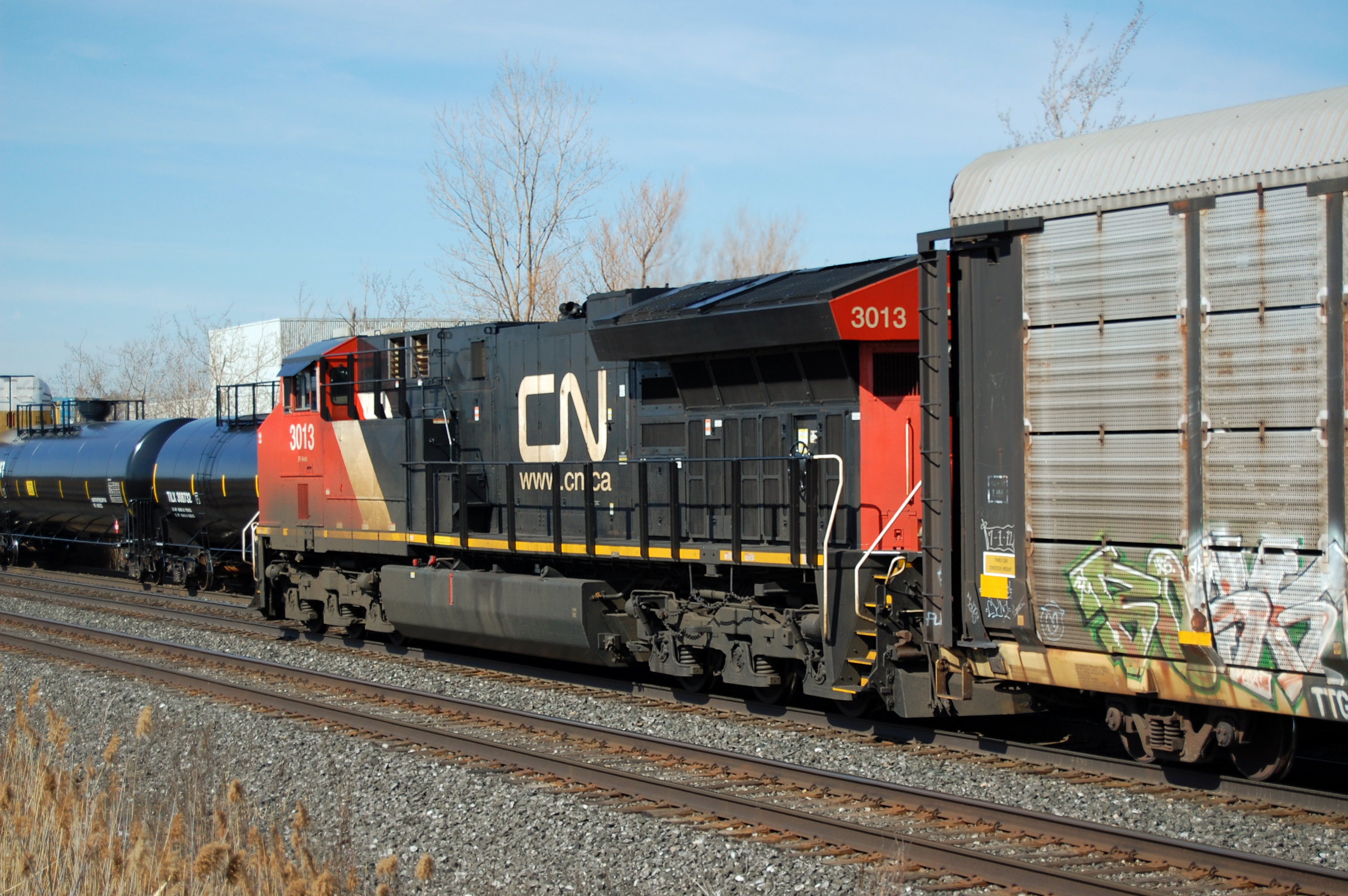
Une ET44AC du Canadien National

Dès 2012, GE Transportation a dévoilé sa première locomotive prête à se conformer aux normes de niveau 4 d'émissions de CO2, la ET44AC. Le prototype ainsi que les premières unités de présérie sont visuellement très différentes des précédents modèles en raison de la présence d'un nouveau système de traitement des gaz d'échappement qui génère une bosse devant le radiateur (plus courte sur les machines de série) et de la présence d'un radiateur fortement agrandi.
Ces locomotives ont été commandés par la plupart des chemins de fer de Classe I en Amérique du Nord, y compris: l'Union Pacific, CSX Transportation (qui les désigne ET44AH), le Norfolk Southern et le Canadien National.
La ET44C4 remplace quant à elle la ES44C4, le BNSF Railway est pour l'instant la seule compagnie à avoir commandé ce modèle de disposition A1A-A1A et n'a pour le moment pas commandé d'ET44AC.
Les ET44AC sont toutes équipées de cloches électroniques (E-bells) Graham-White. Les locomotives de présérie sont équipées de deux avertisseurs: une trompe à trois tons, tournée vers l'avant, située derrière la cabine, et trompe à deux tons tournée vers l'arrière disposée en saillie sur l'arrière du radiateur. Les locomotives de série ont un avertisseur à air Nathan-Airchime modèle K5HL-R2 "Évolution" dont la trompe est montée sur le capot moteur légèrement en avant de l'emplacement utilisé sur les modèles précédents.
Une variante à courant continu (DC) n'a pas été cataloguée par General Electric. Les ES44DC n'ont donc pas de successeur.
Les ET44AC employées par Union Pacific possèdent une désignation différente : C45ACCTE.

### TE33A et TEP33A

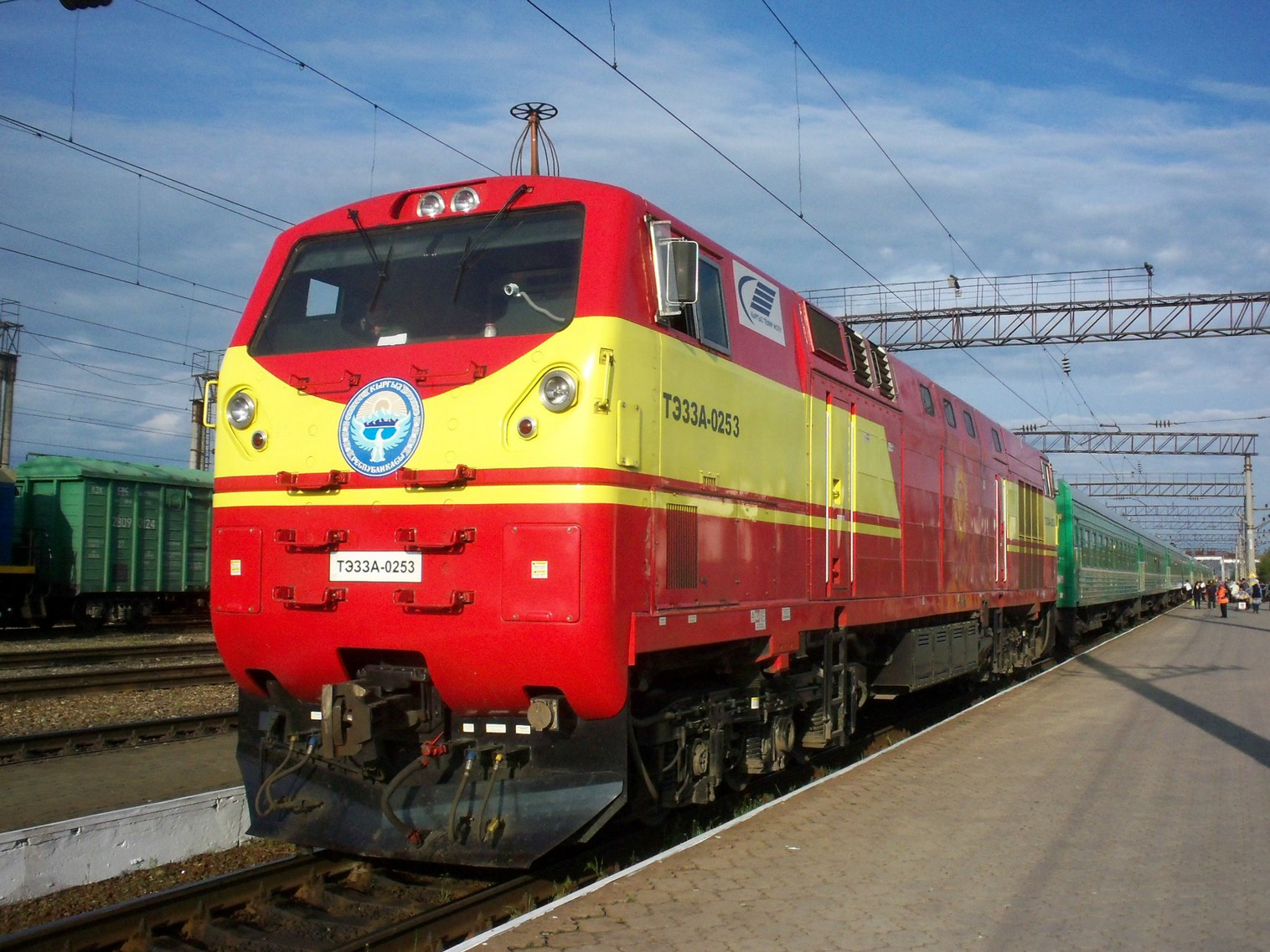
Une TE33A au Kirghizstan

La TE33A (ТЭ33А) est une variante à deux cabines adaptée aux voies de 1520 mm jauge de la série Evolution et est parfois désignée ES44ACi. Une version pour trains de voyageurs a également été mise au point et appelée TEP33A (ТЭП33А)
Ces locomotives ont pour l'instant été vendues aux pays suivants :
- Kazakhstan : la Société nationale des chemins de fer du Kazakhstan a commandé 310 locomotives dont 300 seront assemblées dans une nouvelle usine à Astana suivies par 110 autres locomotives destinées aux trains de voyageurs et capables de rouler à 160 km/h[19] qui sont désignées TEP33A.
- Estonie : la compagnie Vopak EOS a montré son intérêt pour les TE33A[20] et a passé commande de 15 locomotives en 2013. Ce contrat a par la suite été annulé[21].
- Kirghizstan : la compagnie nationale Kirghiz Temir Jolou a commandé 5 locomotives construites au Kazakhstan en 2012 suivies par une autre commande en 2014[22].
- Mongolie : une locomotive commandée en 2009 à titre d'essai[21].Une TE33A des chemins de fer du Tadjikistan

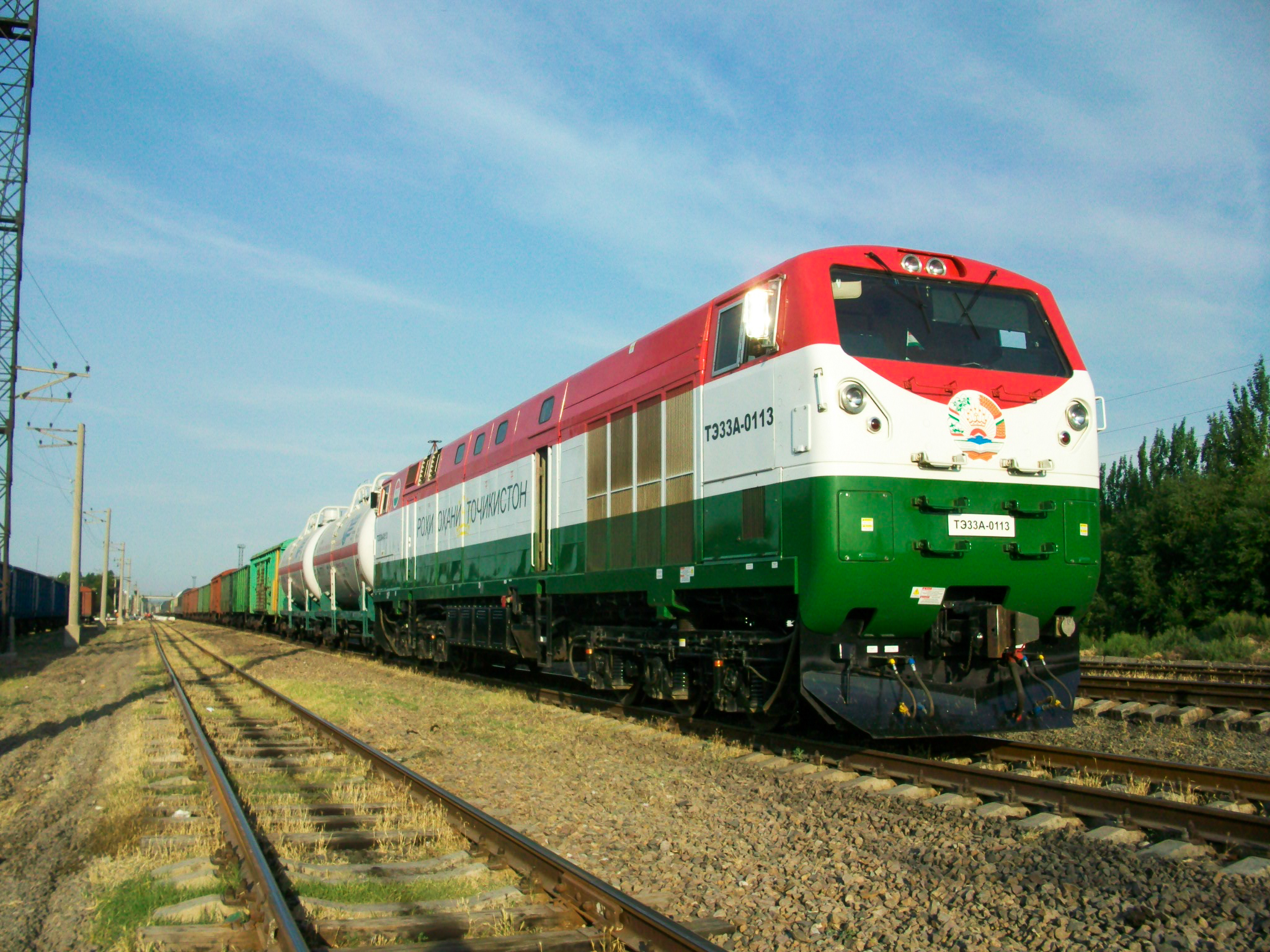
Une TE33A des chemins de fer du Tadjikistan

- Russie : des commandes envisagées par deux compagnies privées ainsi que quelques essais réalisées avec des TE33A empruntées[23]
- Tadjikistan : les chemins de fer du Tadjikistan ont commandé six locomotives construites au Kazakhstan.
- Ukraine : une compagnie privée exploitant plusieurs cimenteries a commandé une TE33A tandis que la compagnie nationale a passé commande de 30 TE33A aux USA et envisage d'assembler 195 locomotives supplémentaires fabriquées en Amérique et assemblées en Ukraine[24]. Ce contrat prévoit également la modernisation par GE de locomotives ukrainiennes[25].
- Turkménistan : une locomotive commandée en 2014 et construite au Kazakhstan pour la compagnie nationale qui s'intéresserait également à la TEP33A pour ses trains de voyageurs[23].
- Azerbaïdjan : les chemins de fer d’Azerbaïdjan ont reçu 10 TE33A louées à la Banque de développement du Kazakhstan[21].

## Caractéristiques d'identification

### locomotives de première génération
Le nouveau moteur GEVO à 12 cylindres ne produit pas le même bruit que le moteur FDL à 16 cylindres. En outre, un observateur attentif est capable de distinguer une locomotive à courant alternatif (ES44DC, ES40DC) d'une locomotive à courant continu (ES44AC, ES44C4) au bruit plus aigu généré par leur alternateur.

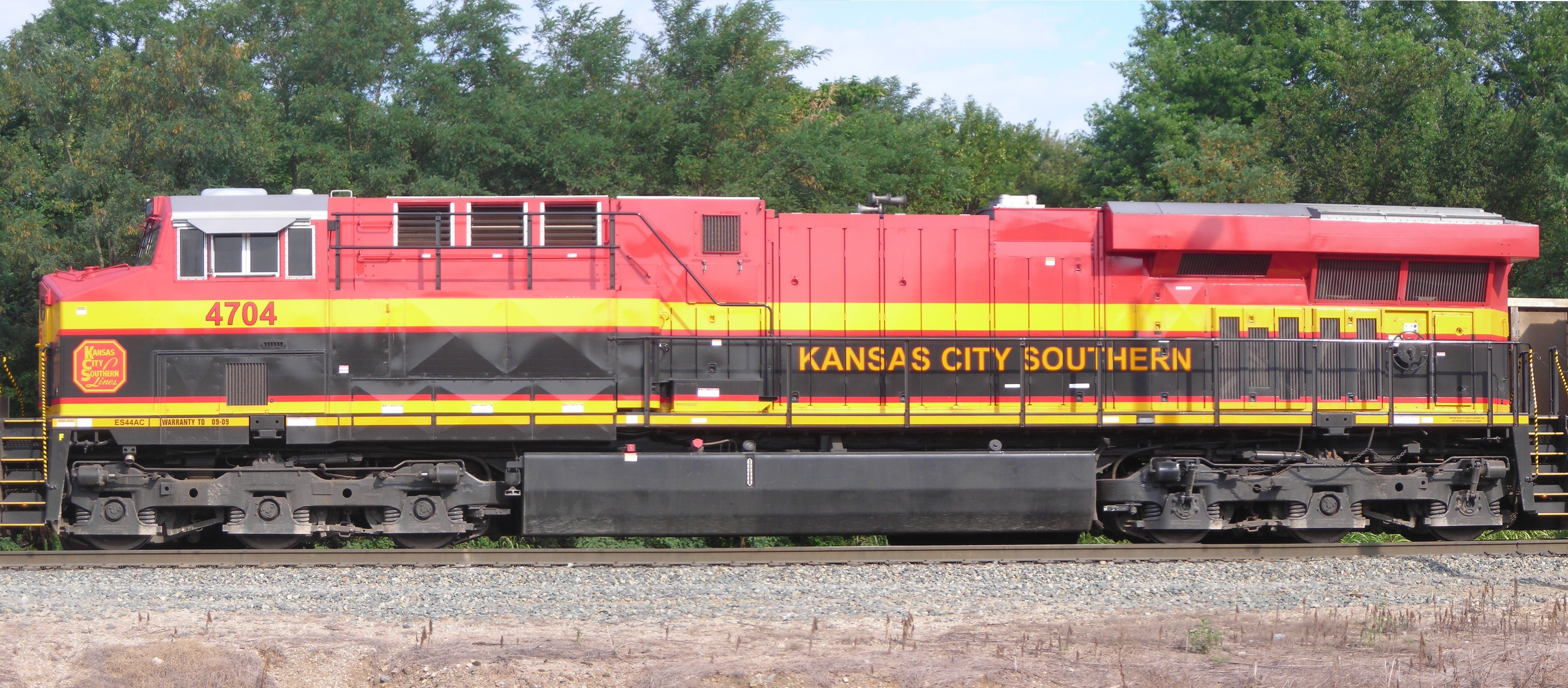
Les quatre parties de la caisse d'une GEVO.
- 1 : nez et cabine
- 2 : équipement électrique / alternateur
- 3 : moteur diesel
- 4 : radiateurs et prise d'air.
sous la caisse et le châssis se trouvent les bogies et le réservoir à carburant

En effet, alors que les Dash 9 et les AC4400CW comprenaient un certain nombre de différences extérieures,notamment l'équipement situé derrière la cabine, les ES44DC, ES40DC et ES44AC sont sorties d'usine avec une carrosserie rigoureusement identique. C'est principalement en connaissant leurs numéros et en observant quel type de train elles remorquent qu'il est possible de déterminer de quel type de locomotive il s'agit lorsque la compagnie possède simultanément des versions différentes.
Les locomotives série Evolution sont visuellement similaires à la GE AC4400CW, notamment avec leur grande armoire électrique disposée derrière la cabine du côté gauche qui contient l'alternateur sur les locomotives à courant alternatif et était donc absente sur les Dash 9, bien que de petites différences existent. La différence la plus notable est que le radiateur de la section à l'arrière de la locomotive est plus grand et précédé par une structure en forme de boîte devant le radiateur pour accueillir l'échangeur air/air du système de refroidissement qui remplace le système de refroidissement à eau des modèles précédents. Ce système nécessite la présence de deux ventilateurs supplémentaires qui se trouvent dans cette structure en forme de boîte.

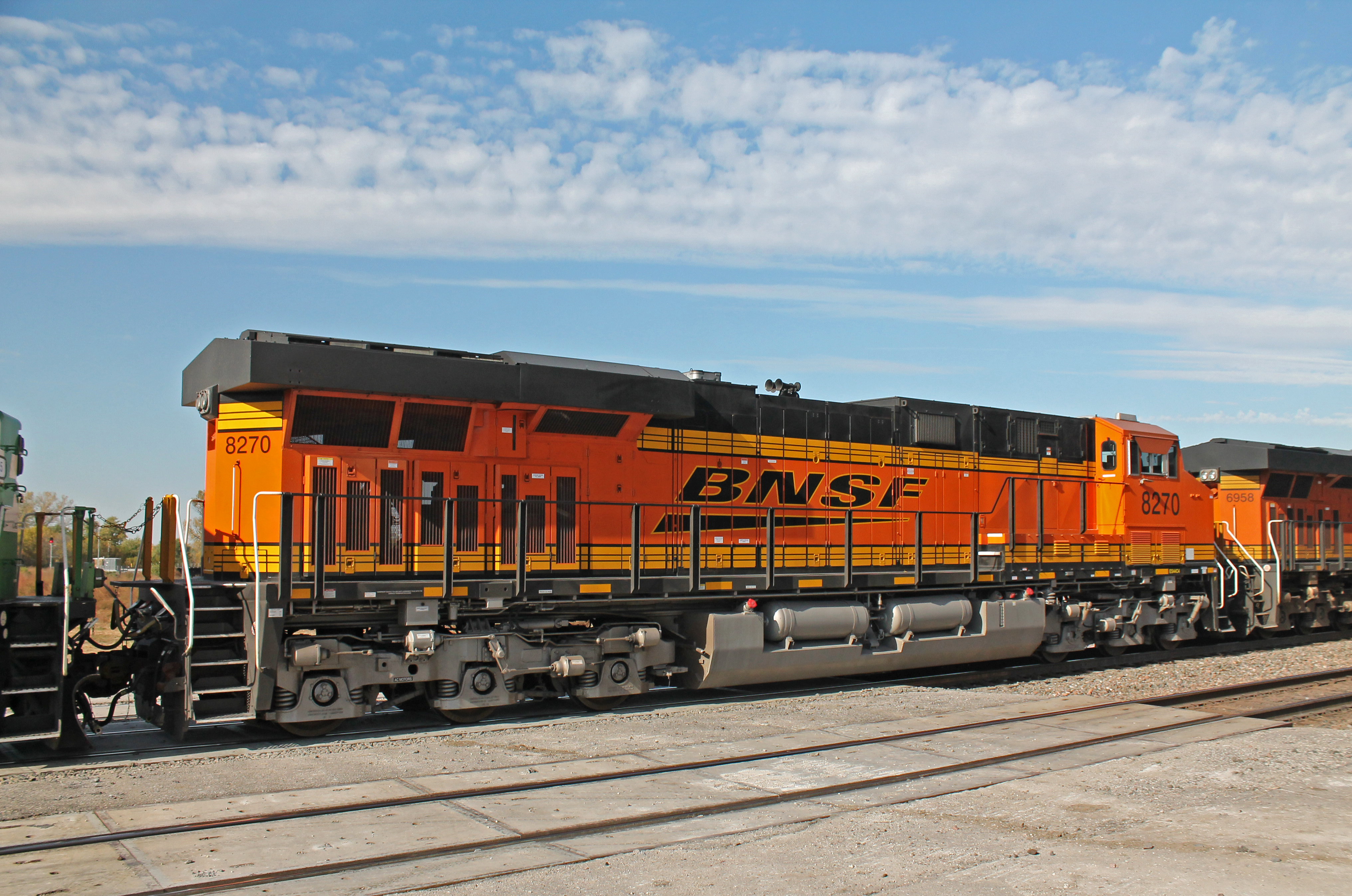
Une ES44C4 de BNSF montrant l'arrière des radiateurs des GEVO de première génération

Comme avec la GE AC6000CW les radiateurs dépassent au-delà de l'arrière du capot, mais pas dans la même mesure. Le radiateur des locomotives GE Evolution de première génération ne dépasse pas complètement sur la plate-forme arrière comme c'est le cas sur les AC6000CW mais se prolongent jusqu'à l'extrémité biseautée du capot arrière, là ou se trouvent les phares centraux. En raison de la présence de la boîte de l'échangeur air-air les grilles sous le radiateur sont désormais disposées à deux angles différents. L'augmentation de la taille du radiateur vient de la nécessité d'une plus grande capacité de refroidissement de la locomotive afin de réduire les émissions. L'autre différence majeure entre les GE Evolution et les machines plus anciennes sont les prises d'air que surplombent les radiateurs, qui sont plus grandes que celles sur les précédentes locomotives de GE. En outre, la plupart, si pas toutes les GE Evolution ont des climatiseurs montés sous de la cabine de conduite côté conducteur.
Les ES44C4 quant à elles sont uniquement utilisées par deux compagnies (BNSF et Florida East Coast). Pour ce dernier, aucune confusion avec un autre modèle n'est possible car le FEC ne possède que cette variante. Quant aux locomotives du BNSF, on peut les reconnaître aux cylindres et tuyaux qui courent le long du châssis. En théorie, les ES44C4 et ES44AC de BNSF n’opèrent pas sur les mêmes trains mais cette règle n'est pas absolue et les ES44DC circulent fréquemment en compagnie d'ES44C4.

### locomotives Tier 4
Les locomotives de deuxième génération, conformes aux normes Tier 4 ont un certain nombre de différences avec les GE Evolution précédentes.
Tout d'abord, la nouvelle locomotive a 74 pieds et 6 pouces de long (22,7076 m), soit une augmentation de 16 pouces (0,4064 m) de la longueur de tous les modèles précédents construits par GE depuis la Dash 9 en 1993 : 73 pieds et 2 pouces (22,3012 m).

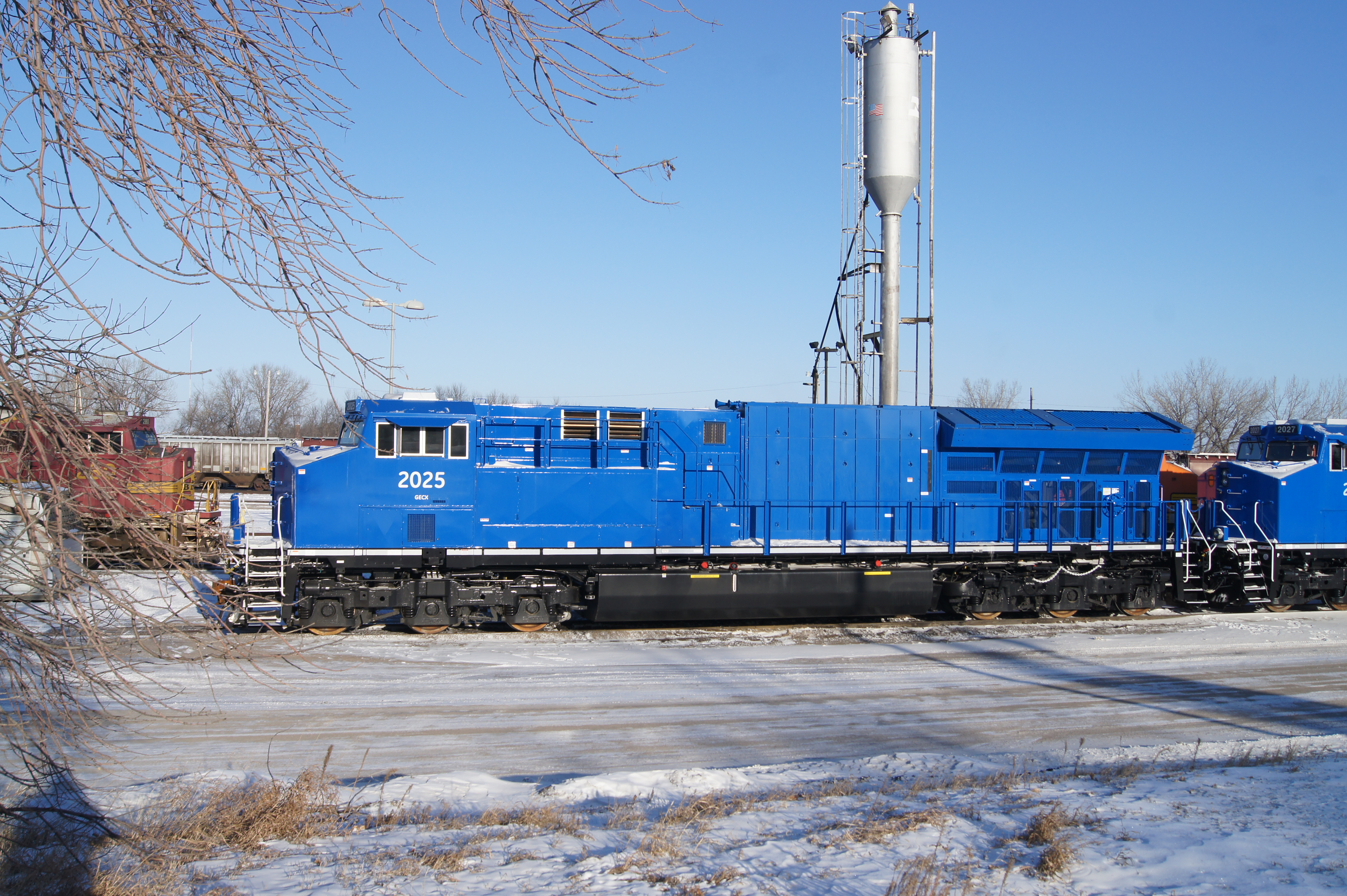
Une ET44AC prototype avec la longue bosse surplombant tout le moteur
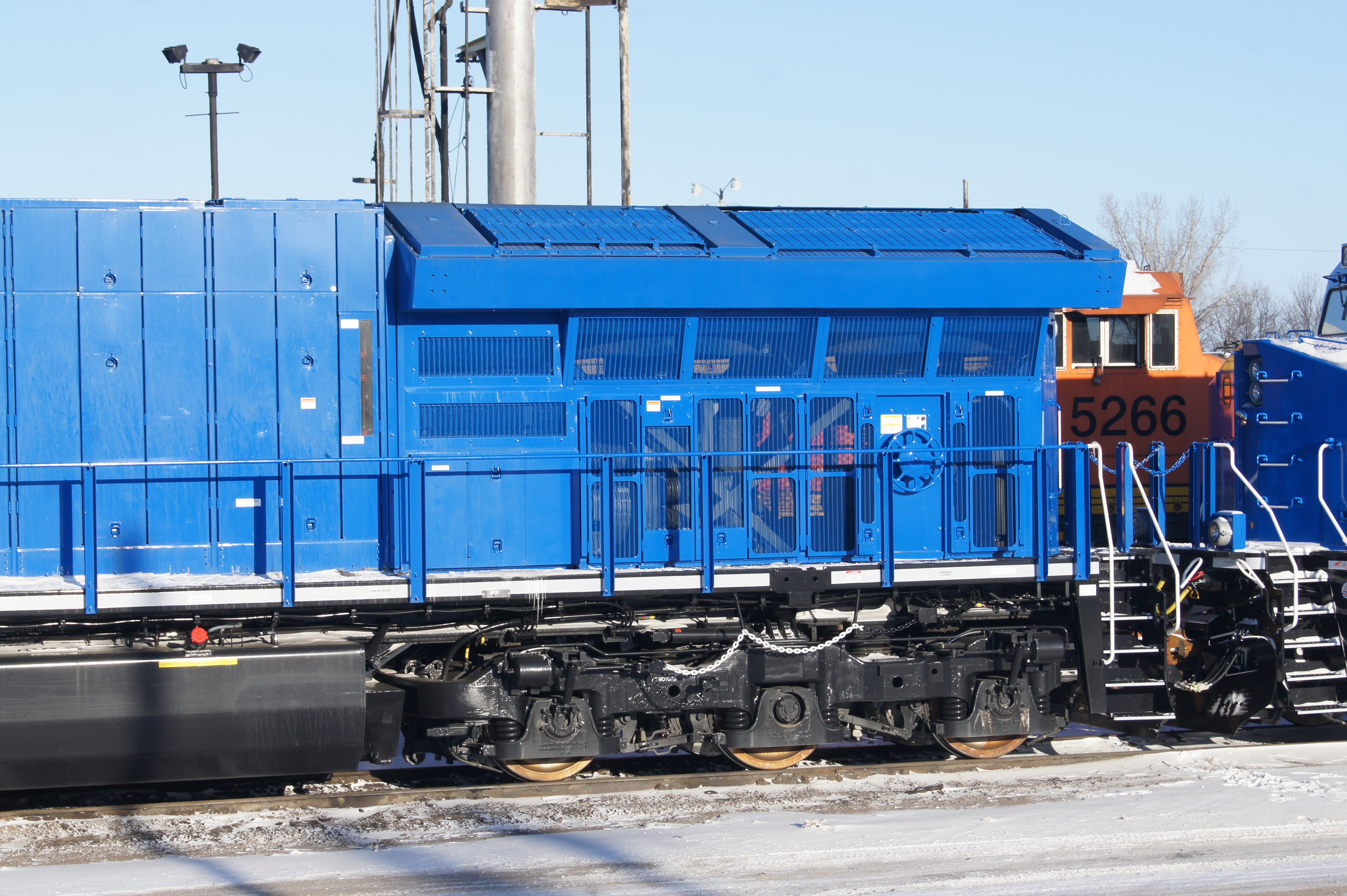
Radiateurs particuliers des GE Evolution Tier 4

Alors que le tiers avant de la locomotive, y compris la cabine de conduite et l'armoire électrique, sont fondamentalement inchangés, les deux tiers arrière sont sensiblement différents. Sur les locomotives de présérie, toute la section au-dessus du moteur est surélevée pour accueillir un système de traitement des gaz d'échappement,prenant l'aspect d'une bosse. Les locomotives de production ont cette bosse uniquement au-dessus du collecteur d'échappement directement devant le radiateur et le reste de la partie surplombant le moteur a une hauteur normale. En outre, le radiateur de ces locomotives est beaucoup plus grand et incliné que celui des modèles américains précédents, avec un système de refroidissement à deux soufflantes qui est le plus grand jamais employé sur une locomotive à un seul moteur. Les grilles sous le radiateur ont été lissées et il y a deux prises d'air supplémentaires à l'arrière de la locomotive.

## Opérateurs

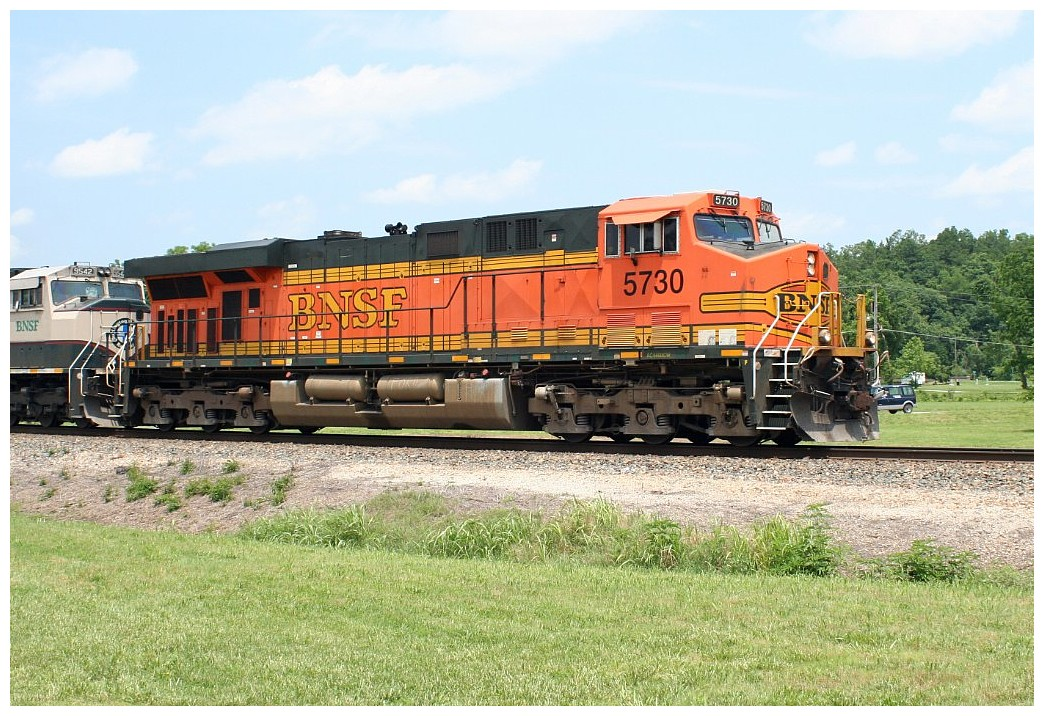
Une ES44AC de présérie, livrée H2

- ArcelorMittal, (Chemin de fer Cartier):
  - 2 ES44AC numérotées 301 et 302, construites en 2010[30]
- BNSF Railway[31]: plus de 2900 GEVO peintes dans la livrée H3 à logo noir penché (sauf pour les plus anciennes)
  - 30 ES44AC de présérie, numérotées 5718-5747, construites entre octobre 2003 et avril 2004. Elles sont sorties d'usine en livrée H2 à logo jaune.
  - 685 ES44AC de série, numérotées 5748-5837 (construites en 2005) et 5844-6438 (construites de 2005 à 2009). La 5815 est alimentée au gaz naturel liquéfié. La 5958 a été radiée à la suite d'un accident en décembre 2013.
  - 1257 ES44C4 numérotées 4200-4299 (construites de 2016 à 2017), 5533-5546 (construites en 2017), 6500-7199 (construites de 2009 à 2014), 7921-8291 (construites de 2014 à 2015) et 8318-8399 (construites en 2015).
  - 275 ET44C4, numérotées 3725-3999 et construites depuis 2015.
  - 721 ES44DC, numérotées 7200-7920 (construites de 2004 à 2010). Les 7650 à 7743 sont les plus anciennes et portent la livrée H2 à logo jaune à l'exception des 7688, 7695 et 7701 qui testèrent diverses variations de ce qui devint la livrée H3, appliquée à toutes les autres GEVO de BNSF.
- Canadien National[32]: 524 locomotives toutes peintes dans la dernière livrée CN.
  - 125 ES44DC, numérotées 2220-2344 et construites de 2006 à 2010. Les 2220-2289 avaient un pare-brise canadien se prolongeant vers le bas dans les coins[33]
  - 236 ES44AC, numérotées 2800-2983. Les 2800 à 2975 ont été construites de 2012 à 2015. Les locomotives construites en 2015 (les 2951-2975) ayant été construites aux normes Tier 3 après la mise en place des normes Tier 4, elles ne peuvent rouler que sur le sol canadien contrairement aux autres qui franchissent fréquemment la frontière. 8 autres ES44AC, construites comme unités de crédit et numérotées 2976-2983 ont été commandées en 2015 suivies par 22 autres en 2017 (les 2984-2999 et 3800-3805) puis par les 3806-3835 (en cours de livraison). Ces locomotives, tout comme les ES44AC construites avant 2015 peuvent circuler aux USA.
  - 163 ET44AC, numérotées 3000-3162.Une ES44AC du Canadien Pacifique

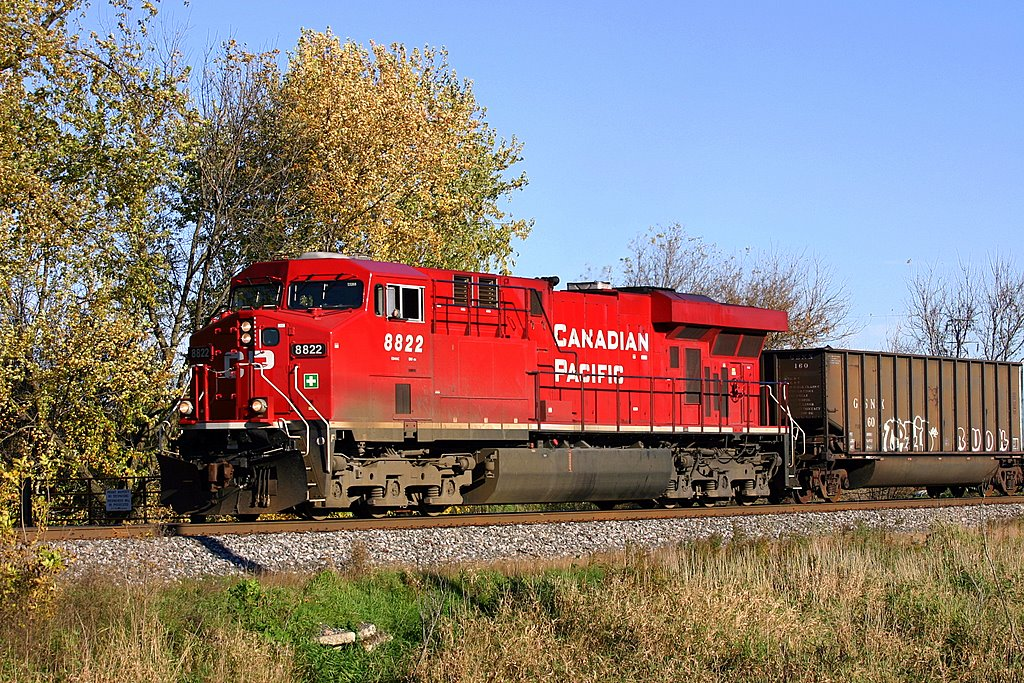
Une ES44AC du Canadien Pacifique

- Canadien Pacifique[34]: 291 locomotives peintes dans la livrée rouge sans logo autre que les marquages "Canadian Pacifc" écrits en blanc
  - 291 ES44AC, numérotées 8700-8960 et 9350-9379 et construites de 2015 à 2012. Les 8700-8759 ont reçu des bogies auto-orientables. Le surcoût de maintenance occasionné par ces bogies ne convainquit pas le CP qui revint aux bogies HiAd pour ses commandes ultérieures.
- Mine de Cerrejón (Colombie):
  - 4 ES44AC, numérotées 10015–10018
- Citicorp Railmark Inc. (Citirail) CREX: 125 locomotives peintes dans la livrée grise à bandes bleues et jaunes de la compagnie
  - 15 ES44AC numérotées 1201-1215 et livrées en December 2012[35].
  - 50 ES44AC numérotées 1301-1350 et livrées fin 2013.
  - 35 ES44AC numérotées 1401-1435 et livrées durant l'été 2014.
  - 25 ES44AC numérotées 1501-1525 et livrées en décembre 2015 au titre des locomotives de crédit Tier 4.
- Cemex:
  - Une unique ES44AC, numérotée 81[36], construites en mars 2008 en complément à une commande de CSX.
- CSX Transportation[37]: près de 1020 locomotives peintes dans la livrée YN3 (bleu foncé avec nez et logos jaune). Depuis 2011, un nouveau logo en forme de wagon est utilisé et est progressivement appliqué sur les locomotives construites avant 2011Une ES44AH de CSX transportation

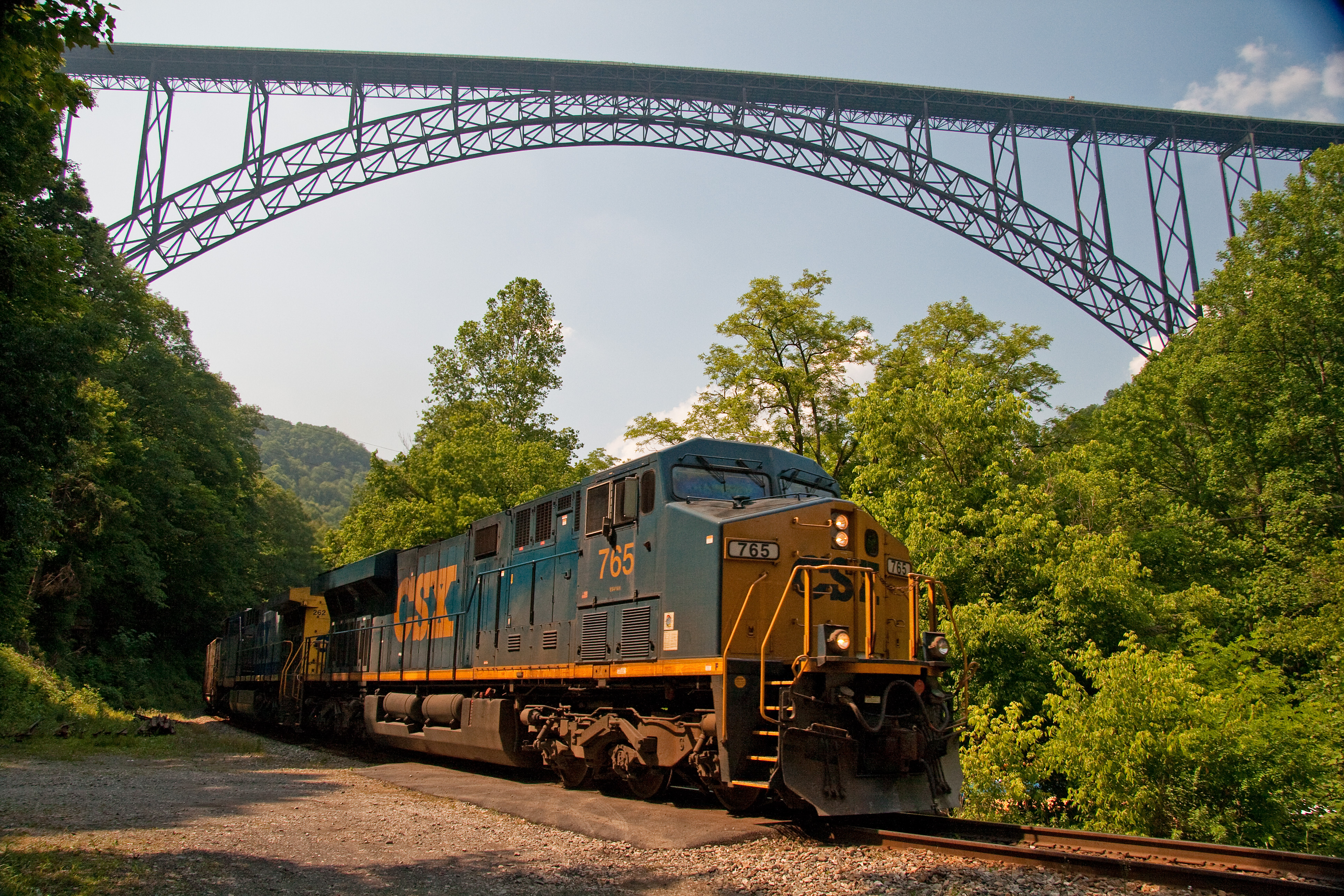
Une ES44AH de CSX transportation

  - 550 ES44AH numérotées 700-999 (construites de 2007 à 2009) et 3000-3249 (construites en 2012-2013 et 2015).
    - les 3175-3249 sont des locomotives de crédit Tier 4
    - la 3099 a été radiée à la suite d'un accident

  - 175 ET44AH numérotées 3250-3424 et construites de 2015 à 2017.
  - 302 ES40DC numérotées 5200-5501 et construites de 2005 à 2007.
    - la 5488 a été mise à ferraille après un accident
- Ferromex (Mexique)[38]: 150 locomotives peintes dans la livrée rouge et vert avec bande blanche sur les flancs (couleurs nationales)Une ES44AC de Ferromex
  - 100 ES44AC numérotées 4600-4699[39].

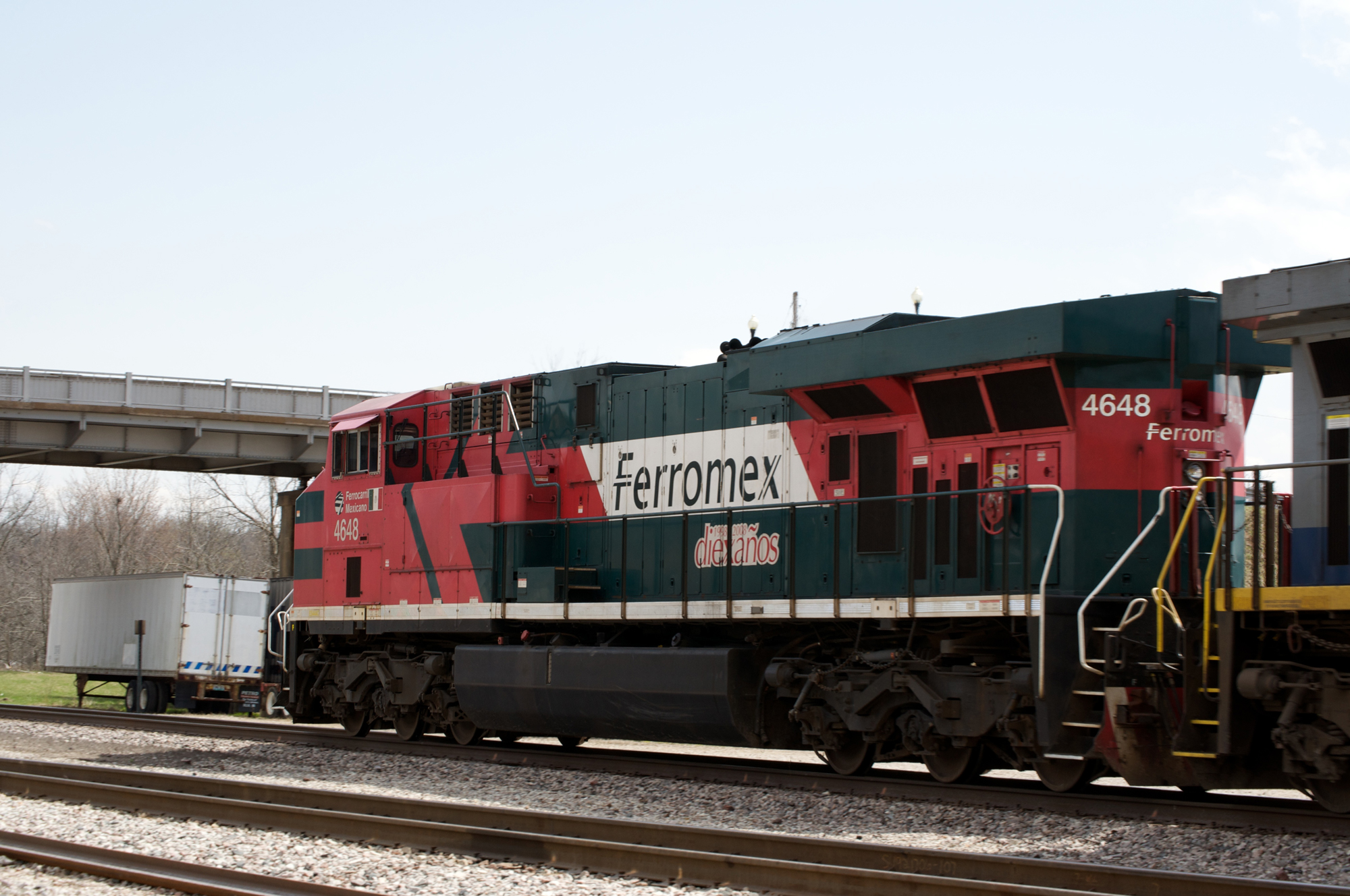
Une ES44AC de Ferromex

  - 50 ES45AH numérotées 4800-4849. Les 4800-4818 ont été construites dans l'usine GE à Erie, Pennsylvanie tandis que les 4819-4849 viennent de l'usine GE de Fort Worth, Texas.
- Ferrosur (Mexique):
  - 23 ES44AC numérotées 4700-4722 et peintes dans les couleurs de Ferromex[40].
- Florida East Coast Railway:
  - 24 ES44C4, immatriculées 800-823 et construites en 2014. Elles circulent désormais au gaz naturel liquéfié et sont peintes dans une livrée rétro rouge et jaune-orangé
- Iowa Interstate Railroad: 17 ES44AC peintes en noir avec un éclair rouge et des nez jaunesUne ES44AC d'Iowa Interstate en livrée rétro "Rock Island"

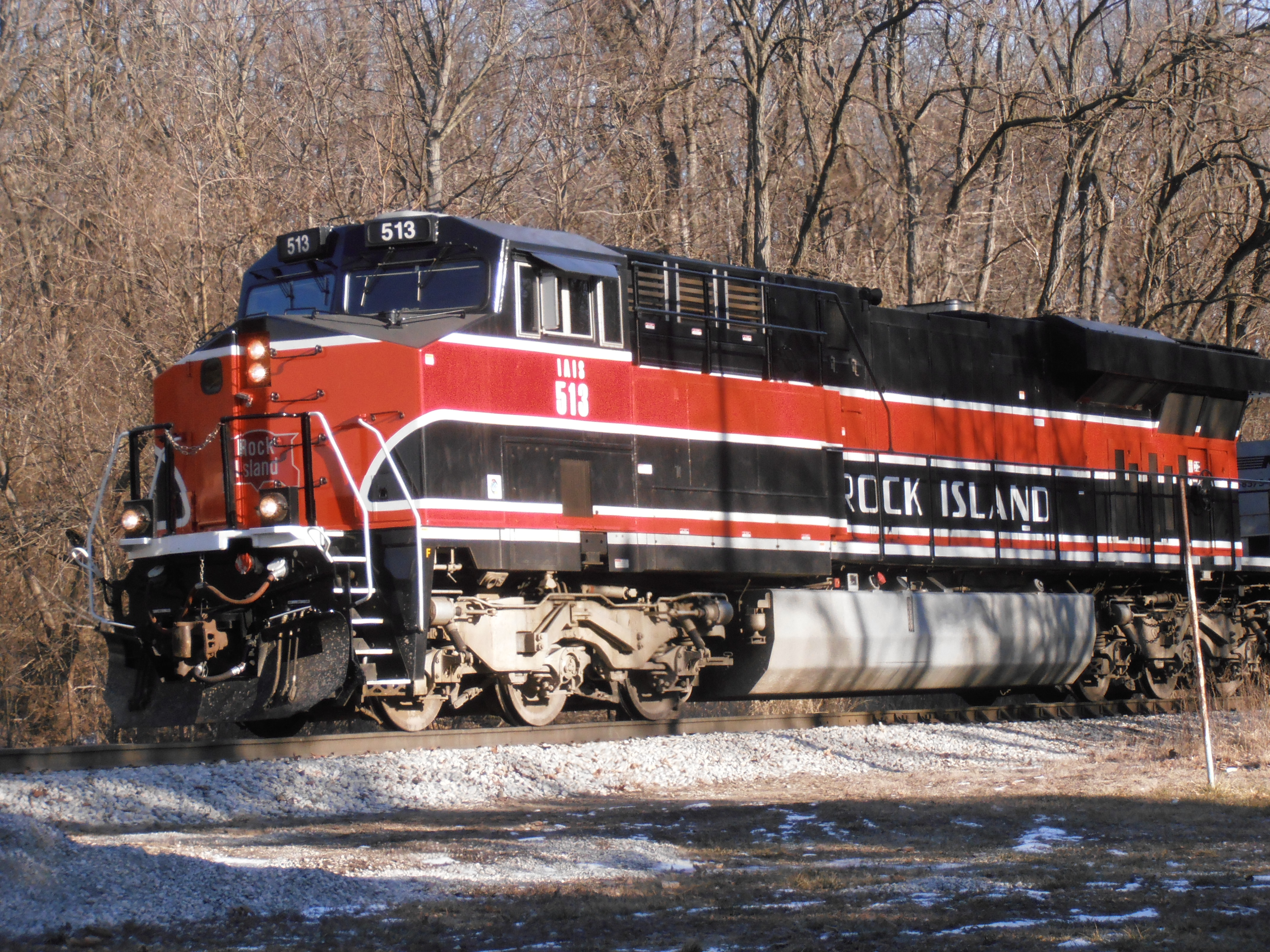
Une ES44AC d'Iowa Interstate en livrée rétro "Rock Island"

  - 12 ES44AC livrées de 2008 à 2009 et immatriculées 500-511. Il s'agit des premières locomotives achetées neuves par cette compagnie depuis sa fondation[41].
  - 2 ES44AC livrées début 2010 et numérotées 512-513. La 513 arbore les couleurs historiques (rouge et noir) du Chicago, Rock Island and Pacific Railroad en hommage à cette compagnie disparue dont l'Iowa Interstate a récupéré la ligne Chicago - Omaha.
  - 3 ES44AC livrées en 2015 avec les matricules 514 à 516. La 516 a reçu une livrée rouge et jaune inspirée de celle du Chicago, Rock Island and Pacific pour le trentième anniversaire de sa compagnie.
- Kansas City Southern Railway[8]:
  - 155 ES44AC numérotées 4680-4729 et 4765-4869. Toutes sont peintes dans la livrée rétro « Southern Belle » rouge, jaune et noir.
- Kansas City Southern de México[8]: 110 ES44AC toutes revêtues de la livrée « Southern Belle » sauf les 4722, 4746 et 4746 qui furent peintes aux couleurs du drapeau mexicain pour la célébration des 200 ans du Mexique en 2010[42]
  - 85 ES44AC construites de 2006 à 2011 avec les numéros 4650-4679 et 4710-4764
  - 25 ES44AC construites en 2016 et numérotées 4870-4894.

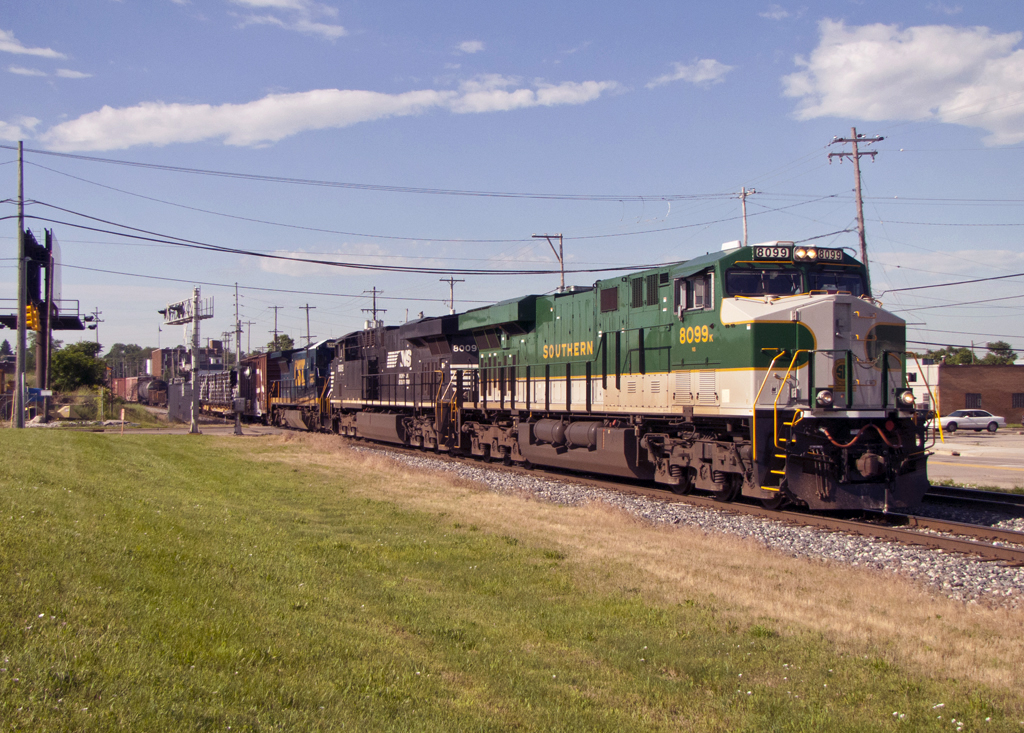
Le Norfolk Southern a repeint plusieurs de ses ES44AC dans des livrées rétro inspirées par les anciennes compagnies à l'origine du NS. La 8099 est en livrée Southern Railway

- Le Norfolk Southern a repeint plusieurs de ses ES44AC dans des livrées rétro inspirées par les anciennes compagnies à l'origine du NS. La 8099 est en livrée Southern RailwayNorfolk Southern Railway[43]: près de 480 locomotives toutes revêtues de la dernière livrée NS avec le nouveau logo
  - 220 ES44DC numérotées 7500-7719. Anciennes ES40DC dont la puissance a été portée à 4400 ch en 2014.
  - 166 ES44AC numérotées 8000-8165.
  - 3 ES44AC numérotées 8166–8168[44] crédit Tier 4 commandées simultanément avec les ET44AC 3600-3646.
  - 16 ES44AC numérotées 8169-8184, également construites au titre de crédit.
  - 47 ET44AC numérotées 3600-3646[44].
  - 34 ET44AC numérotées 3647-3680.
- Sava Transportation (Savatran) SVTX:
  - 3 ES44AC livrées en février 2012 et portant les numéros 1912, 1982 et 1986 en hommage aux années où la Penn State University a remporté le championnat NCAA de football américain[45].La Union Pacific 2688, une ET44AC (C45AH) à Guanajuato, Mexique

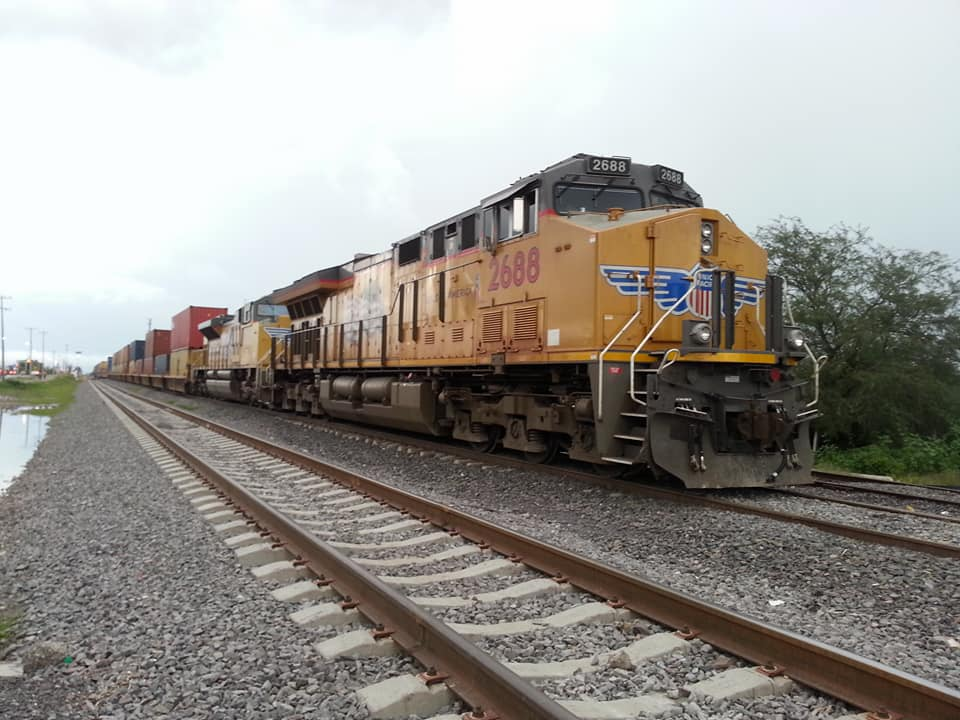
La Union Pacific 2688, une ET44AC (C45AH) à Guanajuato, Mexique

- Union Pacific Railroad[46]: la compagnie possède près de 1400 GEVO qui sont toutes peintes dans la livrée "building america" à logo ailé et grand drapeau américain
  - 5 ES44AC de présérie actuellement numérotées 5695-5699 (à l'origine 5348-5352), construites de janvier à février 2003.
  - 938 ES44AC numérotées 5248–5347, 5353-5553, 7345-7529 et 7600-8051.
  - 216 ES44AH (C45AH) numérotées 8052-8267. Elles ont un effort de traction de 432 000 livres au lieu de 416 000 pour les ES44AC. Leur équipement électronique est absolument identique aux ES44AH de CSX mais elles emploient les classiques bogies HiAd au lieu des bogies auto-orientables utilisées par les ES44AH de CSX[47].
  - 200 ET44AH (C45AH) numérotées 2570-2769.
    - La UP 7605 possédait les couleurs spéciales des locomotives de présérie de General Electric et a été repeinte dans la livrée jaune classique en 2008[48].
    - La UP 7469 a été renumérotée 2010 et sa livrée jaune est désormais agrémentée de l'emblème des Boy Scouts of America pour célébrer le centenaire des Boy Scouts[49].
    - La UP 7400 a reçu une livrée munie du ruban rose en septembre 2010, en hommage à Susan G. Komen et à la lute contre le cancer du sein.
    - La UP 7964 est la 5 000e GE Evolution sortie d'usine. À ce titre, elle a reçu des autocollants spéciaux qui ont disparu en aout 2016.

## Construction sous licence

### Chine
En octobre 2005, les Chemins de fer chinois ont commandé à GE Transportation des GE Évolution de type GE ES59ACi construites par GE et par la firme chinoise CRRC Qishuyan Co., Ltd. et livrées à 300 exemplaires en 2008-2010. Deux ont été construites à Erie, en Pennsylvanie, le reste sera assemblé par Qishuyan à Changzhou. La commande portait à l'origine sur 700 exemplaires avant d'être réduite à 300.
La China Railway Corporation classe ces locomotives dans la série HXN5 (en). Elles sont principalement affectées aux trains de marchandises, plus rarement aux trains de voyageurs.
À partir de 2012, une nouvelle variante destinée aux manœuvres et trains de marchandises est mise au point, baptisée HXN5B (en), elle possède un châssis et une carrosserie radicalement différents, inspirés de ceux des DF7G, avec cependant les radiateurs débordants des HXN5. Au moins 160 auraient été produites. Elles assurent également des trains de voyageurs, tout comme les DF7G.

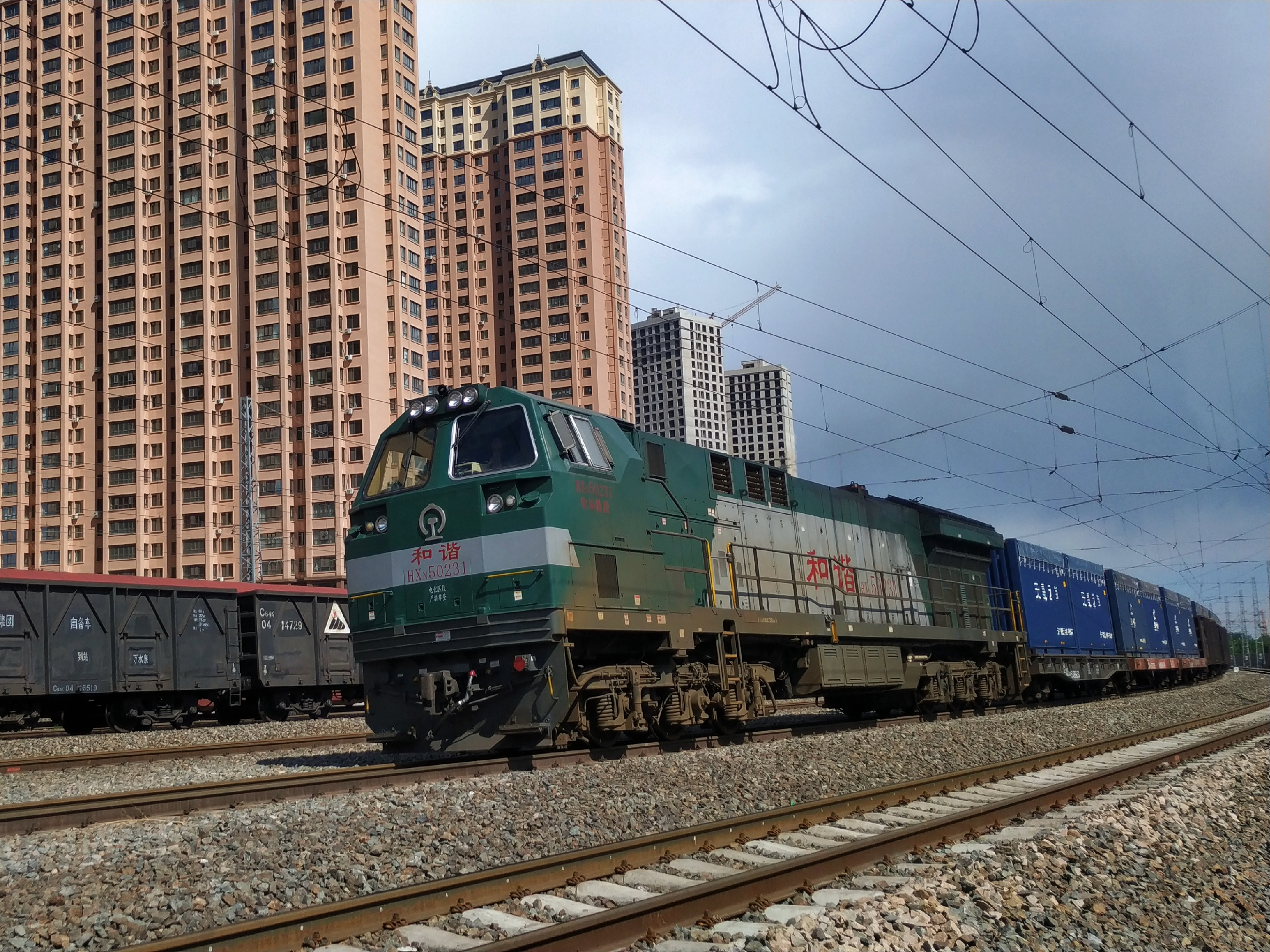
HXN5 remorquant un train de conteneurs à Dongmen.
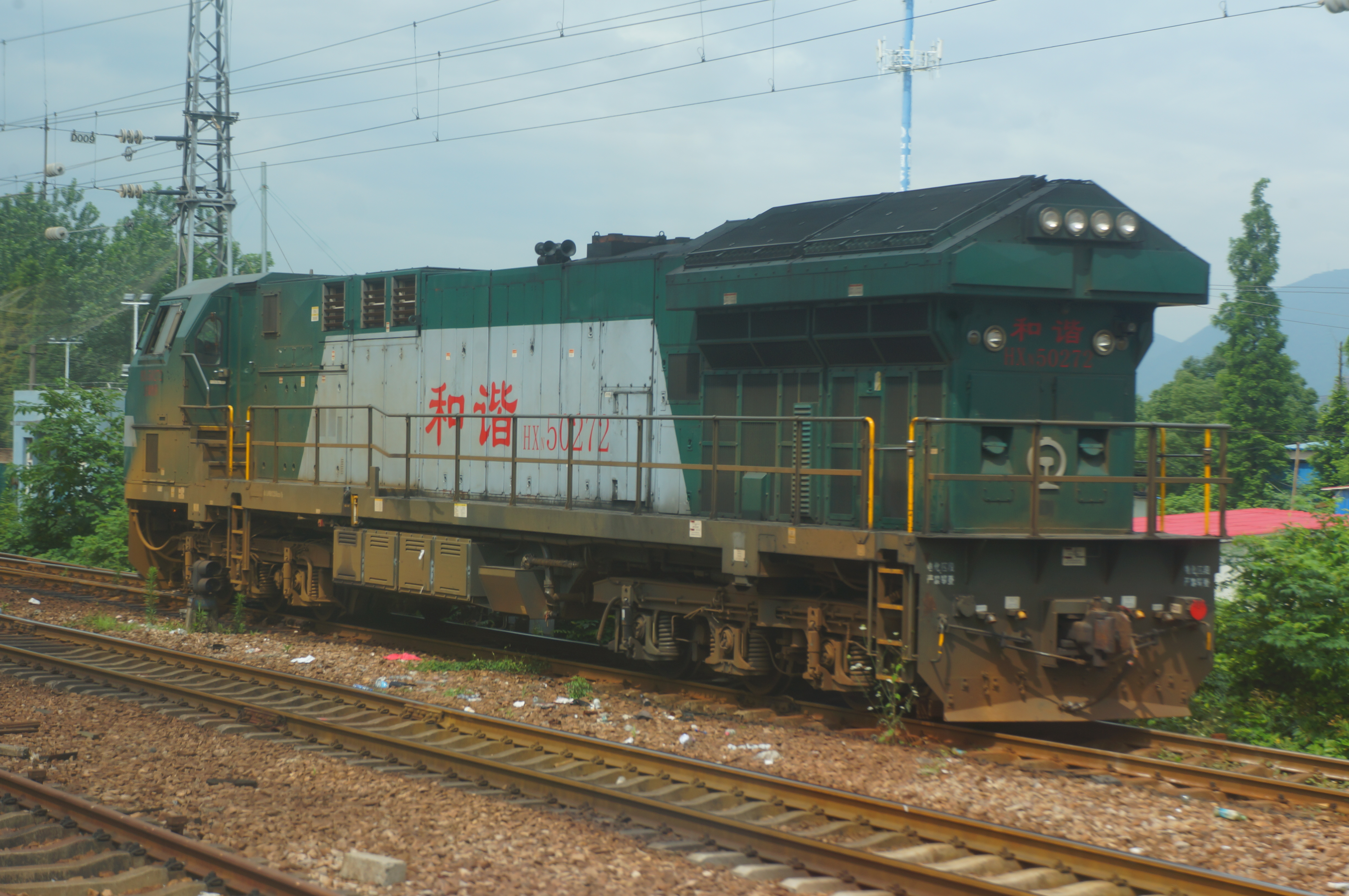
Radiateurs débordants d'une HXN5.
Deux HXN5 remorquant un train de marchandises.
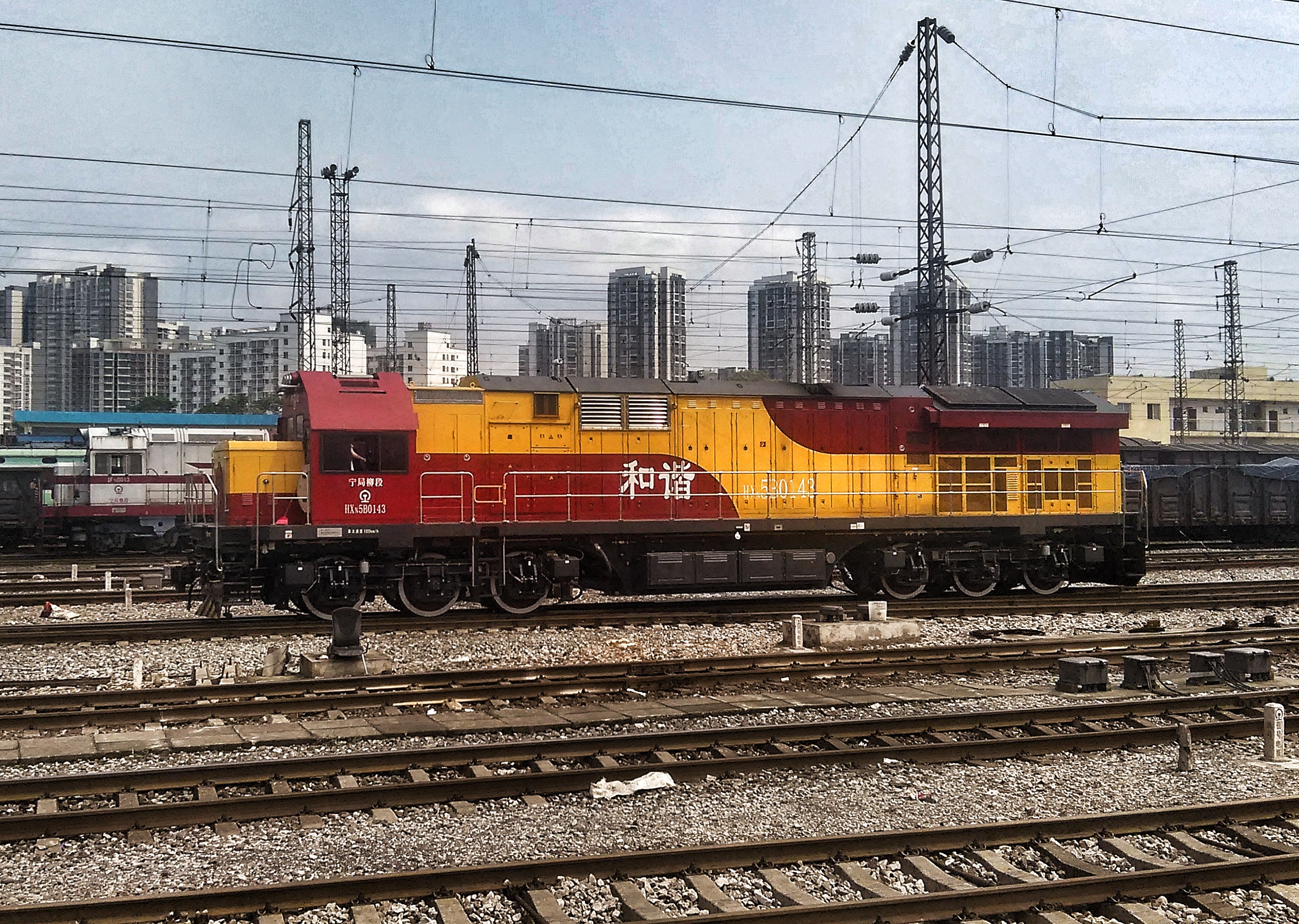
HXN5B au dépôt de Liuzhou.
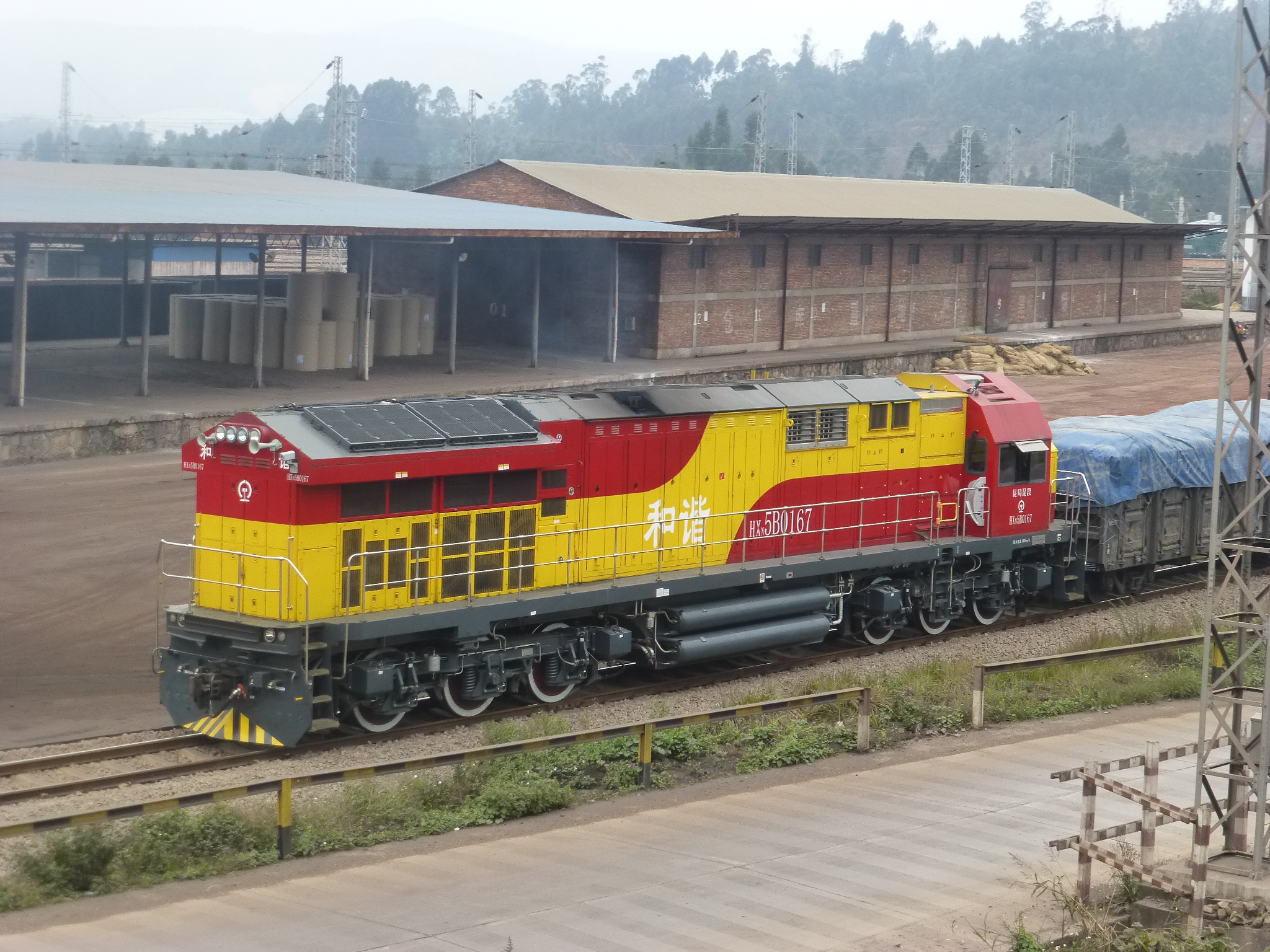
HXN5B à Yuxi.

### Kazakhstan

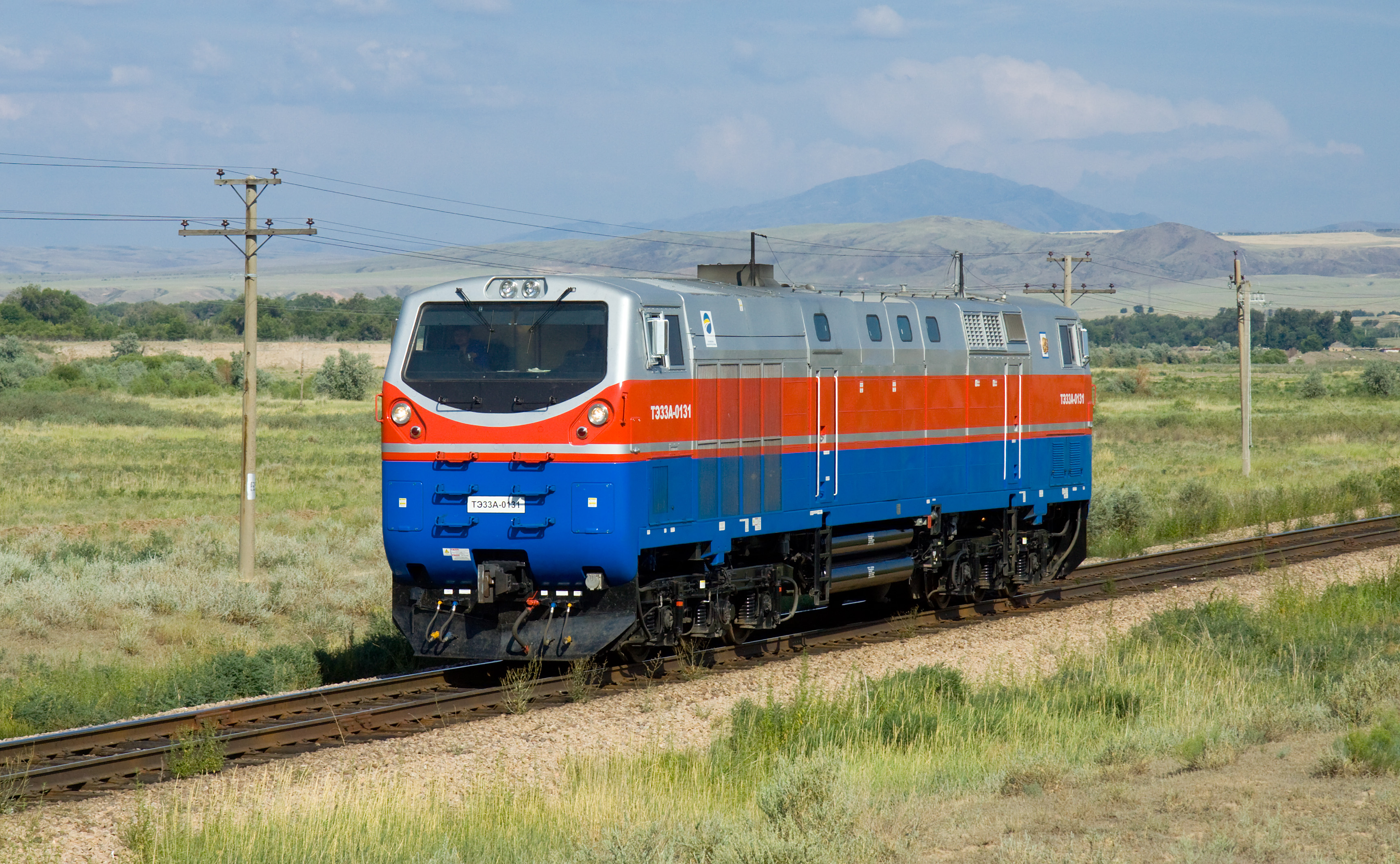
Une TE33A au Kazakhstan

Le 28 septembre, 2006 la Société nationale des chemins de fer du Kazakhstan a signé un accord avec GE Transportation pour de la commande de 310 GE Evolution locomotives désignées TE33A. Les dix premières d'entre elles furent construites en par GE à Erie, en Pennsylvanie, l'usine alors que les 300 restantes furent assemblées dans une nouvelle usine à Astana, au Kazakhstan, qui a été inaugurée par le Président Nursultan Nazarbayev, le 3 juillet 2009. Leur Livraison était prévue entre 2009 et 2012. Les locomotives sont construits avec deux cabines et sont parmi les premières locomotives diesel-électriques avec des moteurs de traction à courant alternatif dans la communauté des États Indépendants avec les 2TE25A russes construites par Bryansk Machine-Building Plant.

### Australie
Rio Tinto Group a commandé 100 ES44DCi pour circuler sur leur ligne de chemin de fer privée opérée par Pilbara Iron. Les 8100 à 8118 ont été livrées dans une prédominance de gris, tandis que les 8119 à 8199 se caractérisent par lettrage et des bandes rouges. Il a également passé commande de 21 ES44ACi. Ces machines sont numérotées à partir de 9100, et d'autres sont en commande. Elles portent la livrée argentée et rouge de Rio Tinto.
La compagnie minière Roy Hill a pris livraison 21 ES44ACis en janvier 2015. Elles circulent dans une livrée noire et argentée.

### Brésil

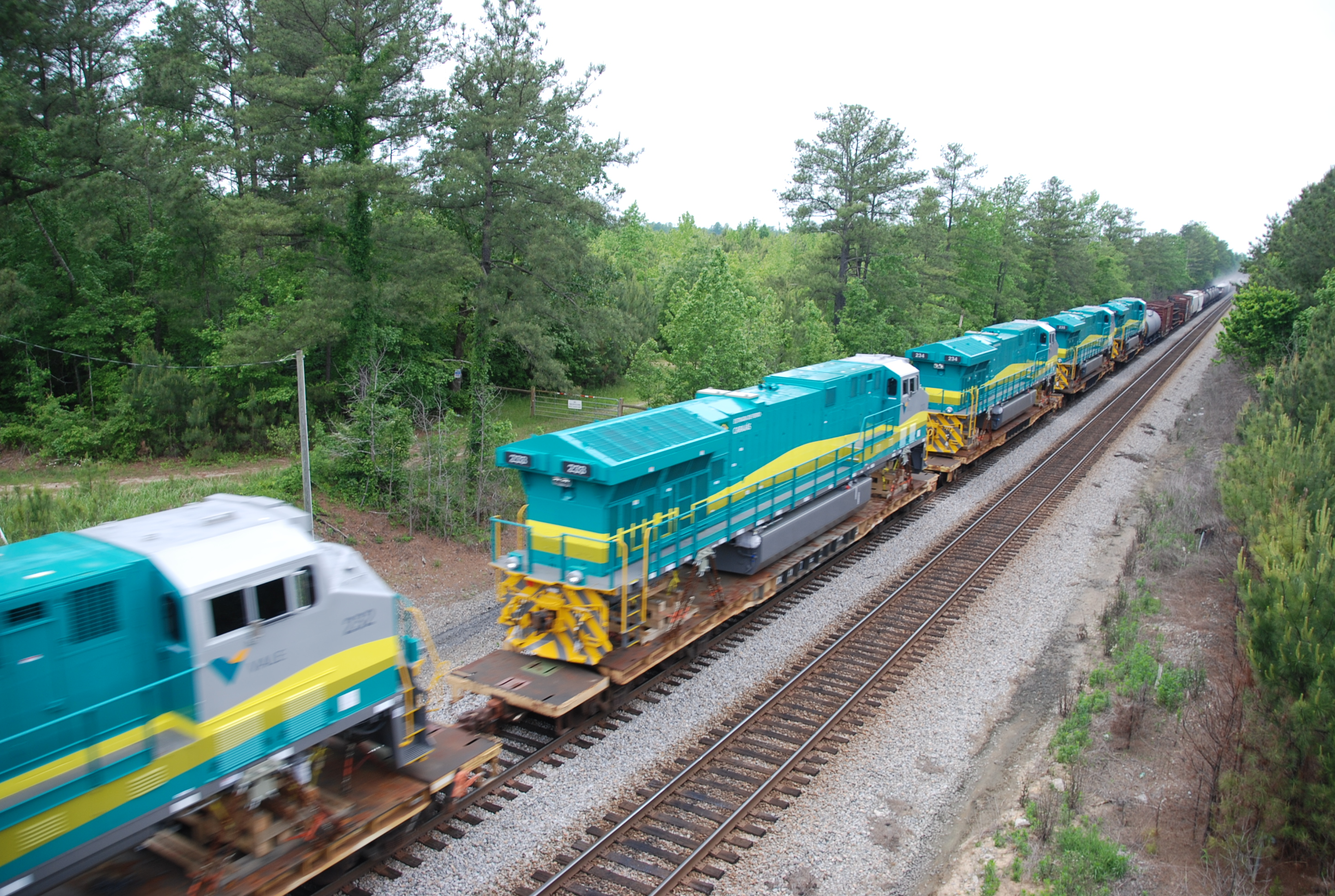
Des ES58ACi de Vale transportées sur wagons-plats aux États-Unis en vue de leur exportation vers le Brésil

La compagnie Estrada de Ferro Carajás, une filiale de la société minière Brésilienne Vale, a commandé 70 Ge ES58ACi de 5800 ch. Ces locomotives ont été construites dans les usines de General Electric à Erie et livrées en 2009. Leur moteur est un GEVO-16 de 5800 ch (4266 kW) et elles circulent sur des voies de 1600 mm.

### Égypte
En 2009, les Chemins de fer Égyptiens ont reçu 80 GE ES40ACi bicabines en deux versions (peintes en bleu pour les trains de voyageurs et en de rouge et noir pour les trains de marchandises),.

### Pakistan
Les Chemins de fer du Pakistan a commandé 55 locomotives à voie de 1676 mm dénommées ES43ACi. Les livraisons sont prévues à partir de 2017.

## Production sous licence

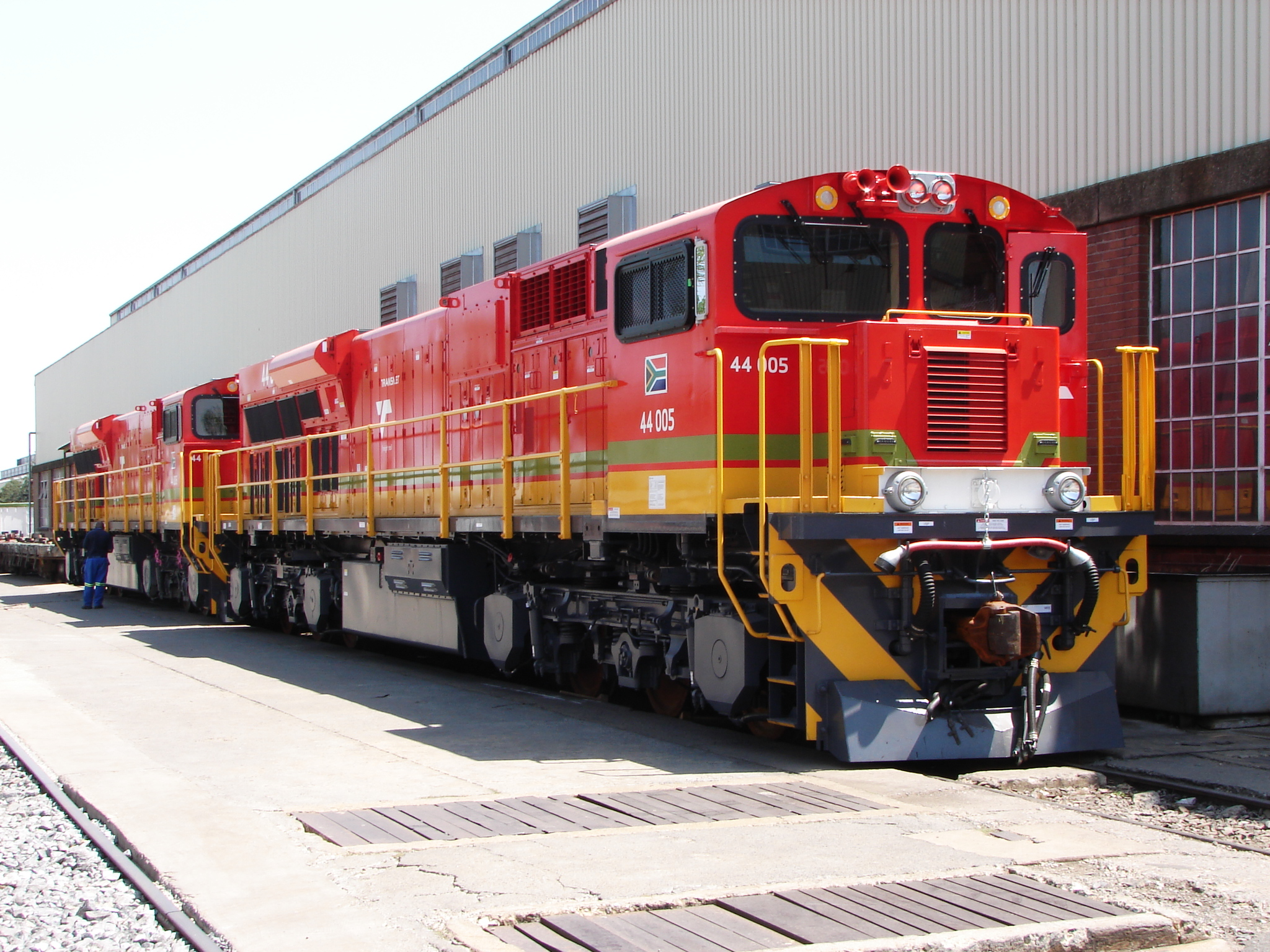
Transnet Freight Rail Classe 44-000

### En Afrique Du Sud
La firme sud-africaine Transnet Engineering dispose d'une licence pour la fabrication de 233 locomotives appelées GE ES40ACi d'une puissance de 4200 ch (3132 kW) et d'un écartement de voies de 1067 mm pour Transnet Freight Rail, avec des composants de base, dont des moteurs GEVO-12 fournis par les États-Unis.
Les six premiers de ces locomotives Classe 44-000 ont été construites à Erie, en Pennsylvanie, en avril et juillet 2015. En octobre 2015, la première des 227 locomotives construites en Afrique du Sud construit des locomotives était en voie d'achèvement aux atelier de Transnet Engineering's Koedoespoort à Pretoria.

### En Inde
En novembre 2015, il a été annoncé que les chemins de fer Indiens et GE de s'engageraient dans une joint-venture de 11 ans dans laquelle GE détiendrait une participation majoritaire de 74 %, pour fournir un plusieurs séries de 1000 locomotives diesel de 4500 et 6000 chevaux chacun. General Electric a investi 2,52 milliards de roupies (305 millions de dollars) pour sa construction. Dans les 2,6 Milliards de dollars de transaction, les chemins de fer Indiens achèteraient 100 locomotives de marchandises par an de 2017 à 2027, les locomotives devaient être des versions modifiées des GE Evolution. Une usine pour la construction de locomotives en Inde doit être construite à partir de 2018, GE importera les 100 premières locomotives et fabriquera les 900 autres en Inde à partir de 2019, tout en assumant la responsabilité de leur entretien sur une période de 13 ans.